# 訃報 2023年12月
訃報 2023年12月（ふほう 2023ねん12がつ）では、2023年12月に物故した、または物故が報じられた人物についてまとめる。

## 1日 - 15日

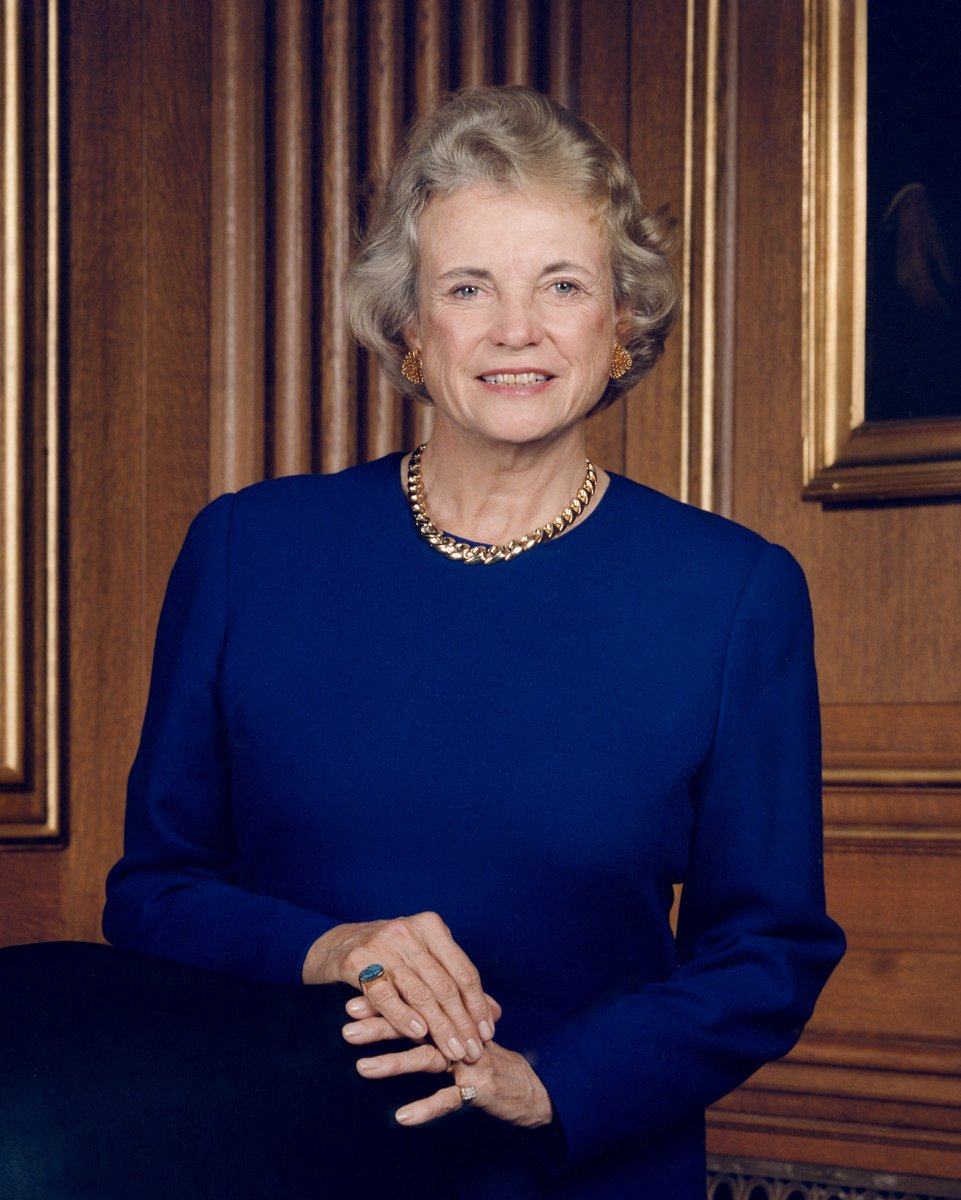
サンドラ・デイ・オコナー／12月1日没

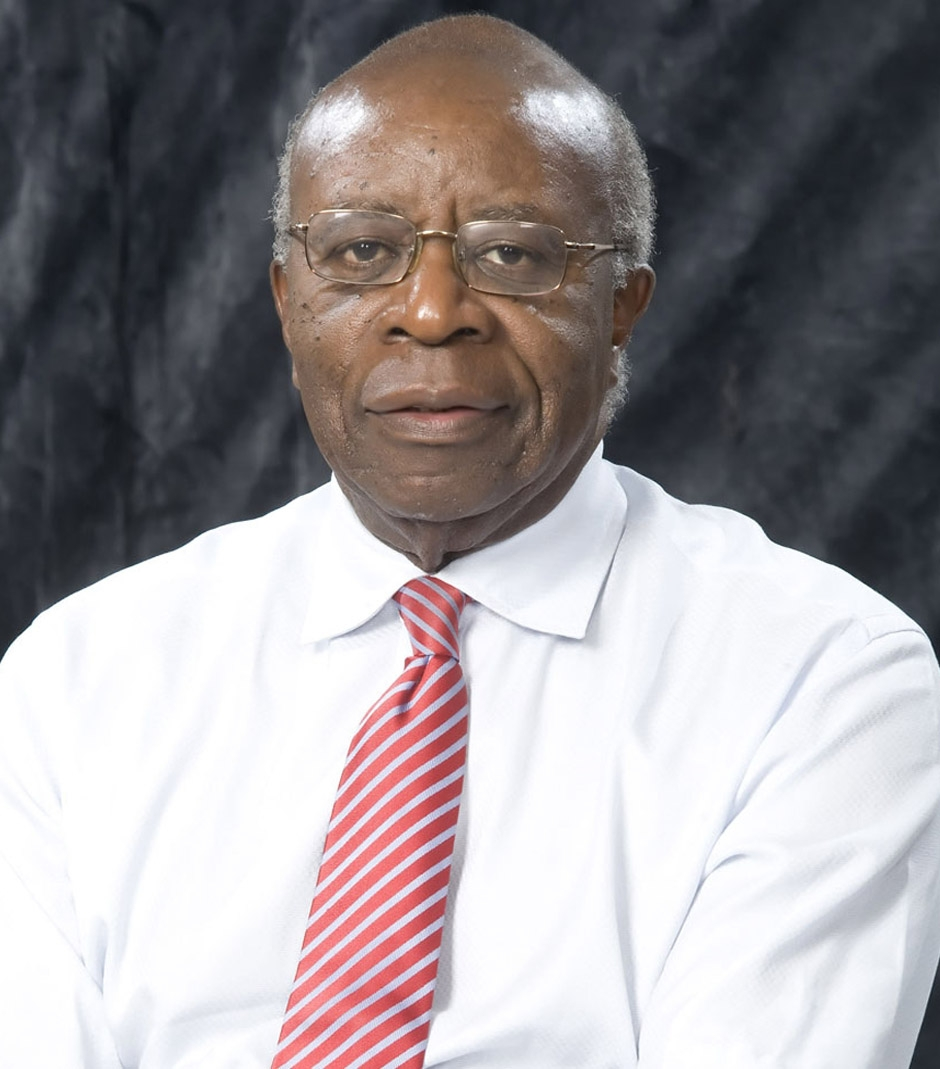
フォスタン・トゥワギラムング／12月2日没

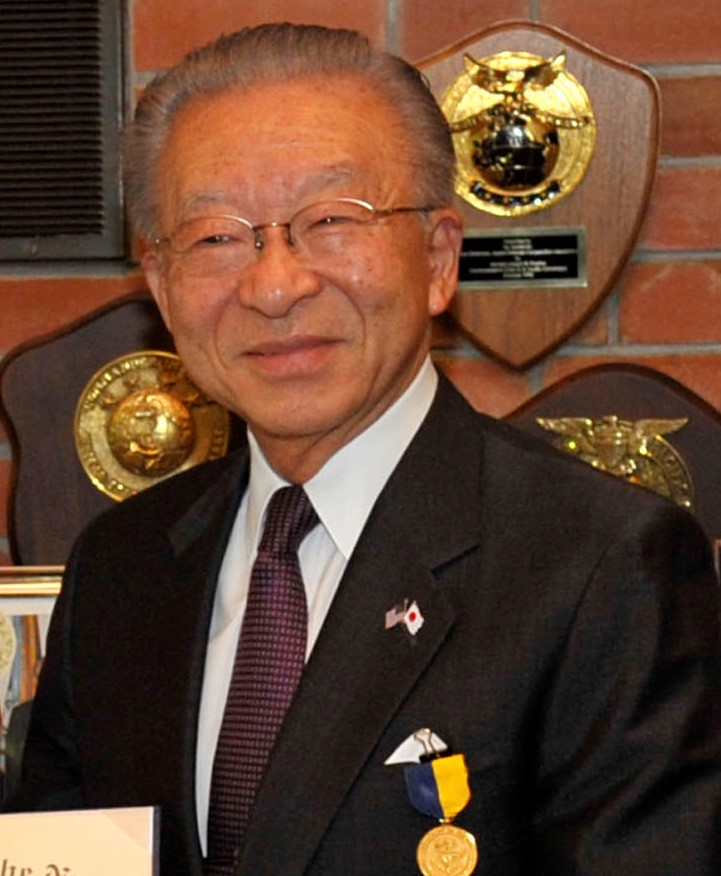
伊藤義郎／12月5日没

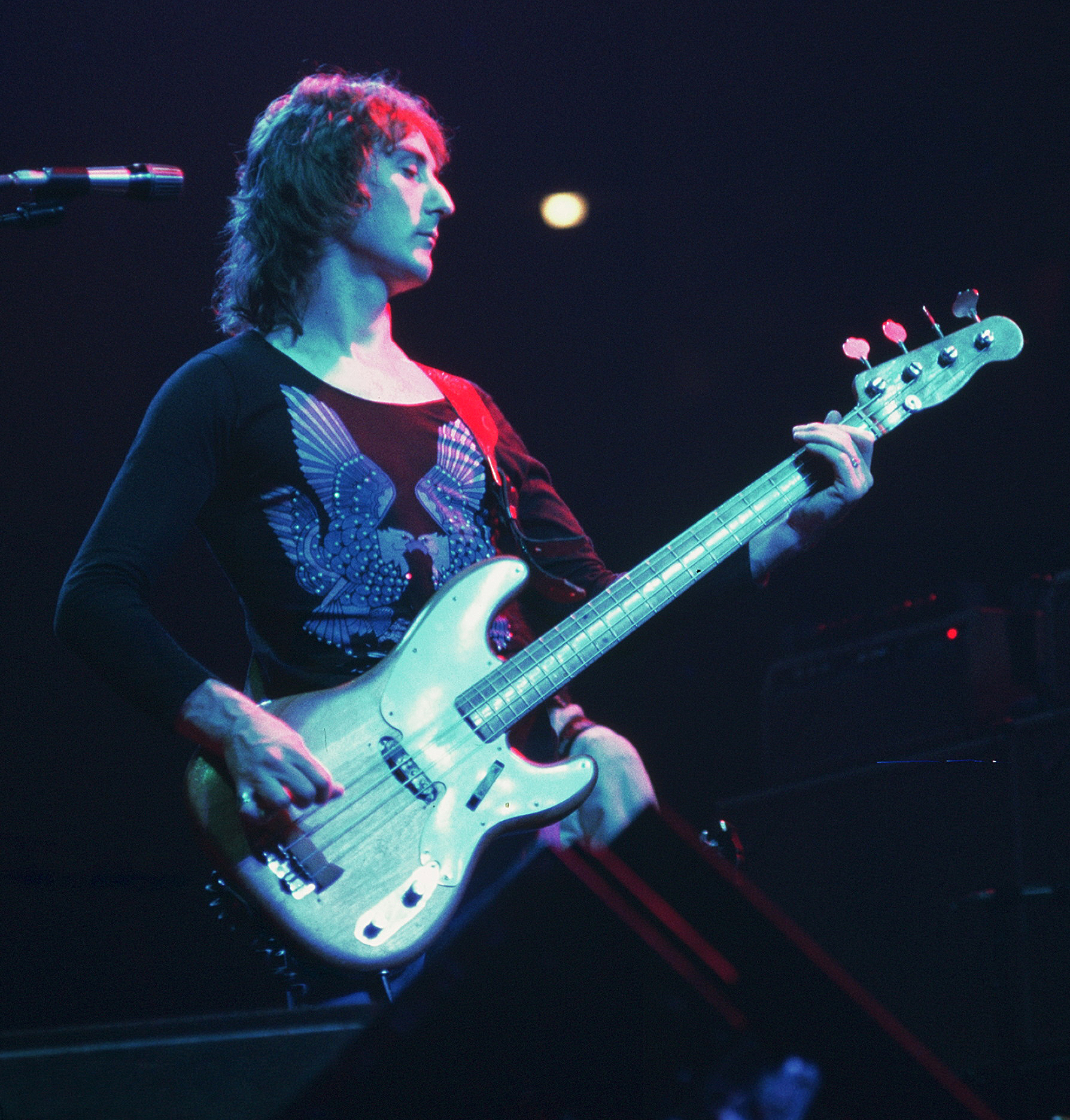
デニー・レイン／12月5日没

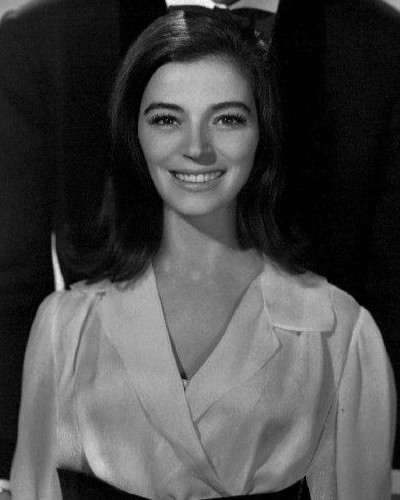
マリサ・パヴァン／12月6日没

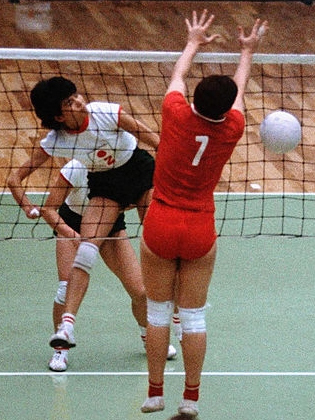
宮本恵美子／12月7日没

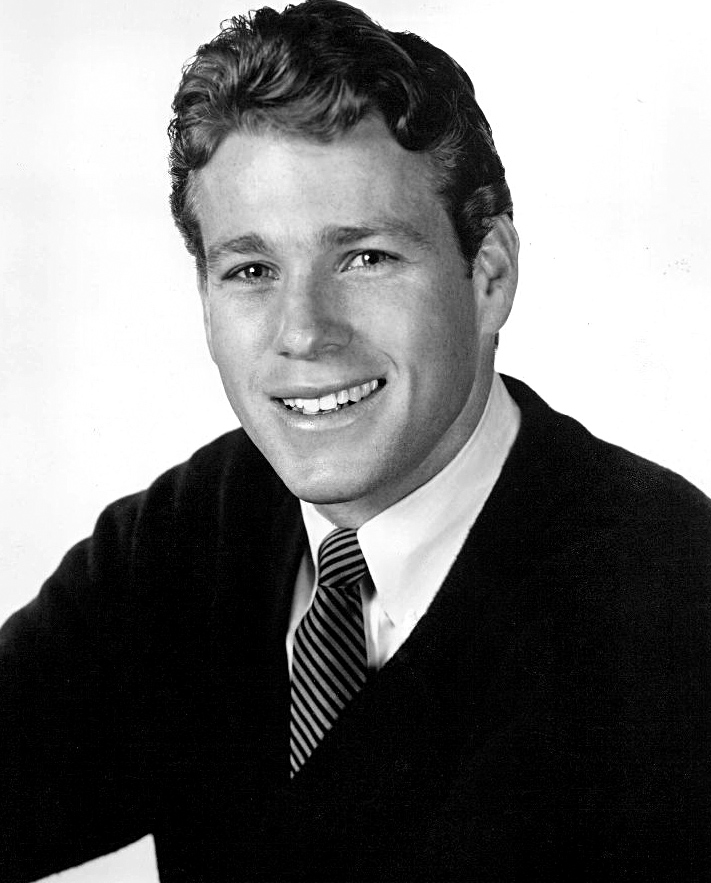
ライアン・オニール／12月8日没

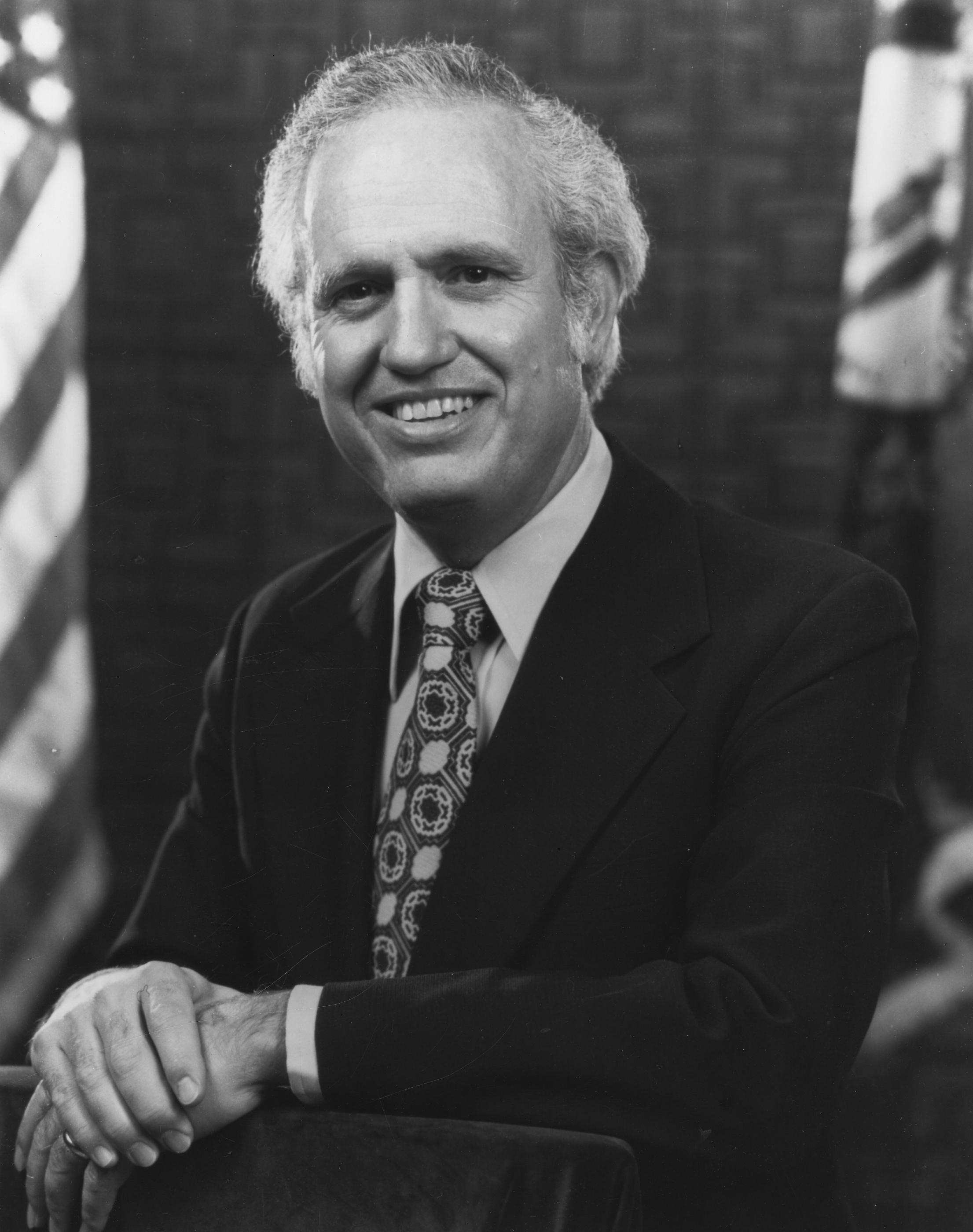
ジュリアン・キャロル／12月10日没

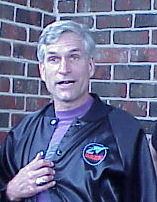
デヴィッド・ドレイク／12月10日没

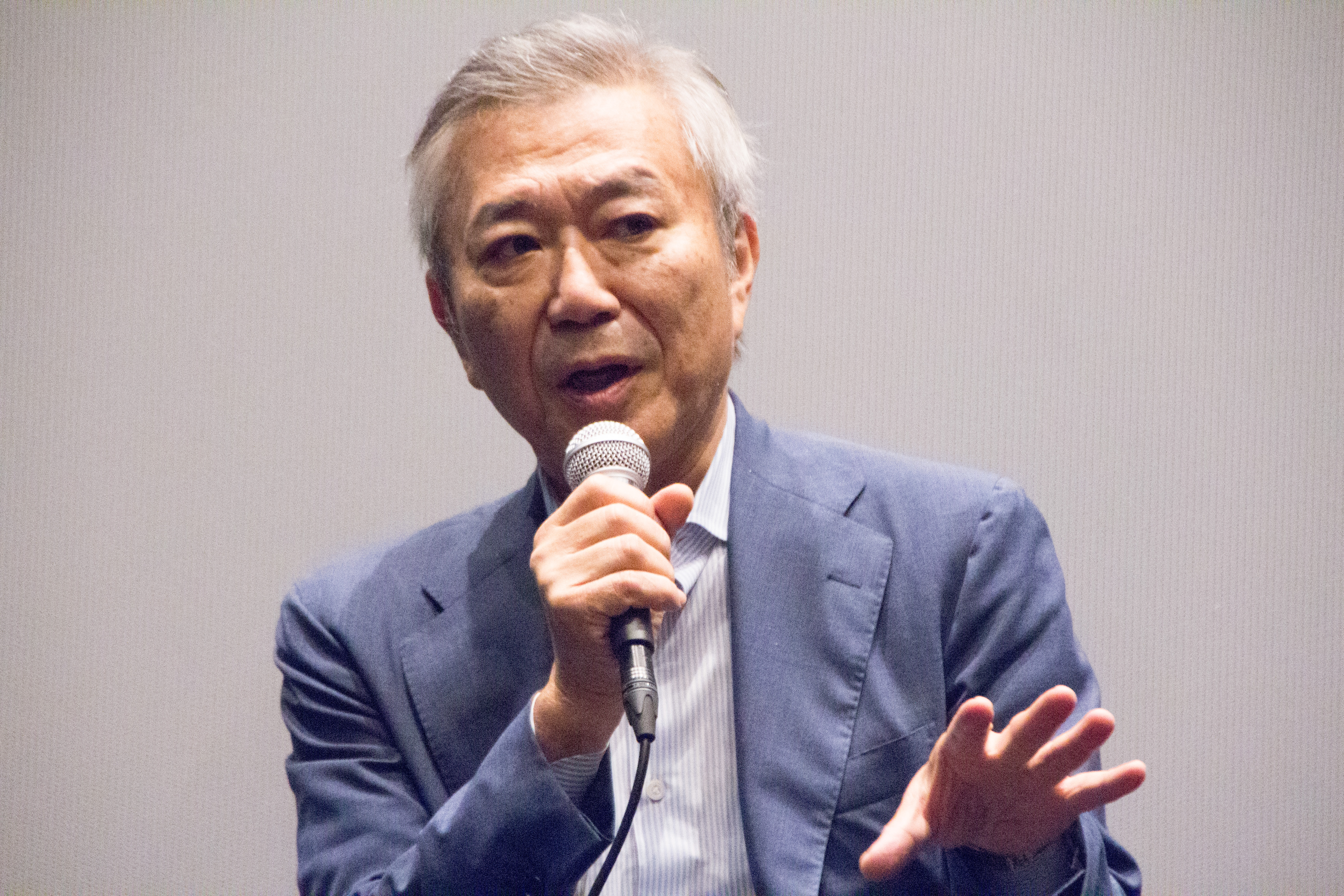
阿部秀司／12月11日没

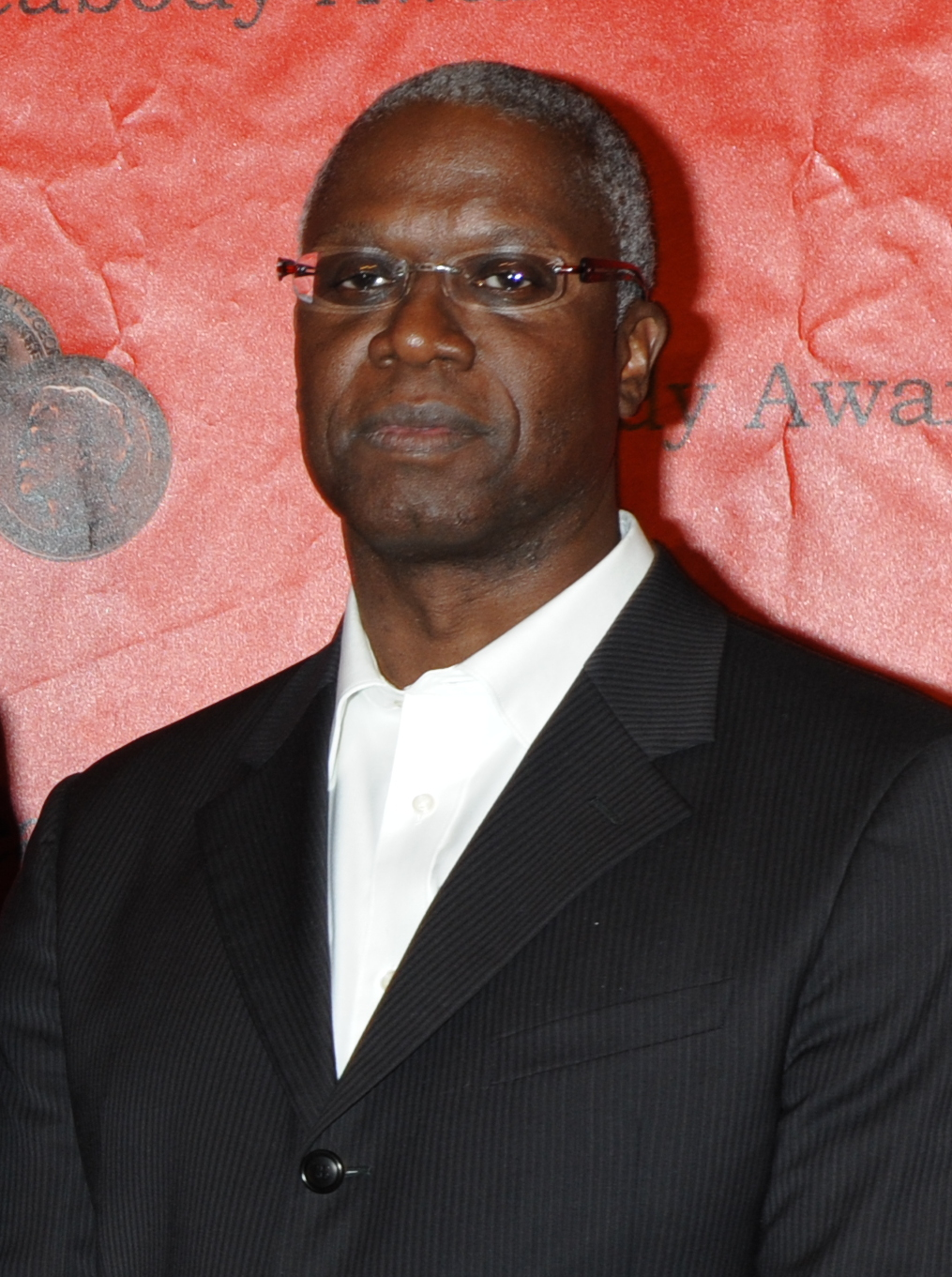
アンドレ・ブラウアー／12月11日没

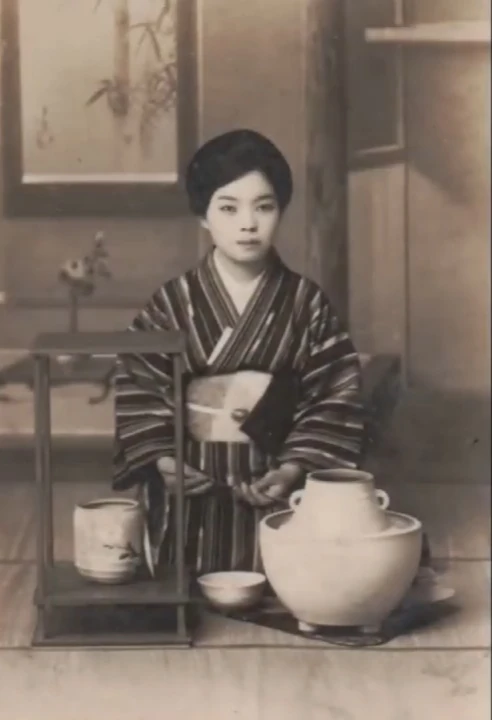
巽フサ／12月12日没

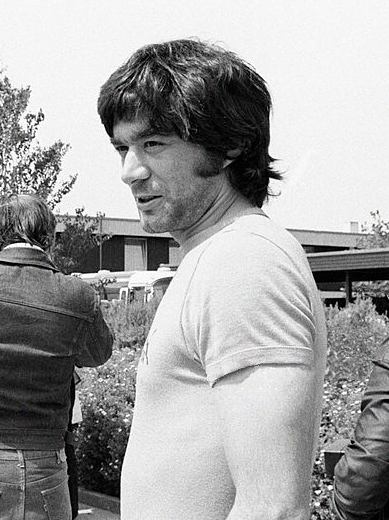
アントニオ・ジュリアーノ／12月13日没

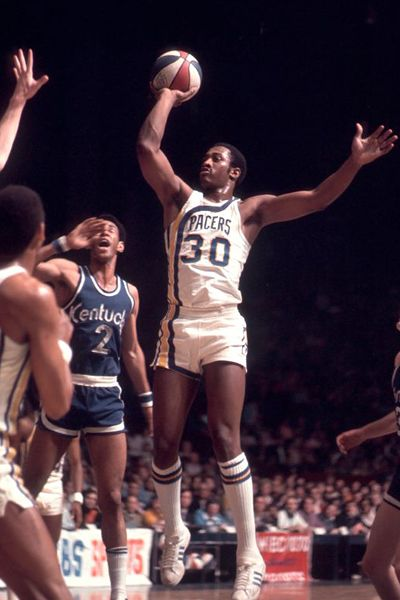
ジョージ・マクギニス／12月14日没

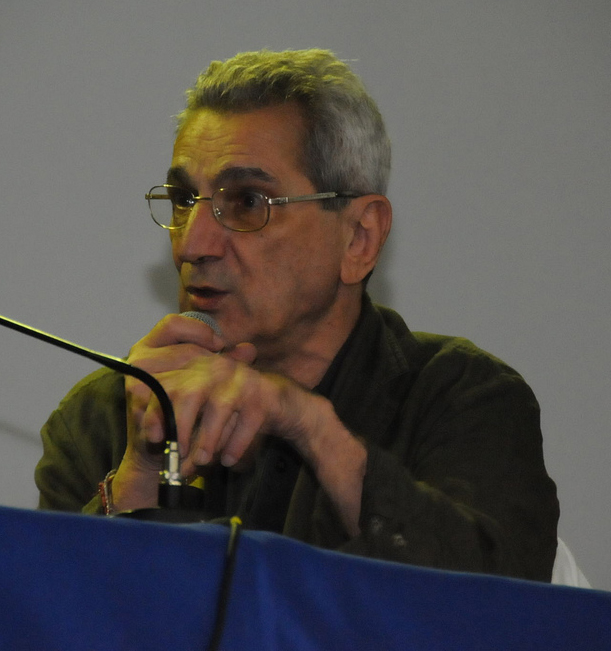
アントニオ・ネグリ／12月15日没

- 12月1日 - サンドラ・デイ・オコナー、アメリカ合衆国の法律家、元連邦最高裁判所陪席判事（* 1930年）[1]
- 12月1日 - 中根久、日本の実業家、元東京応化工業社長（* 1930年）[2]
- 12月1日 - 水戸廸郎、日本の医学者、旭川医科大学名誉教授（* 1931年）[3]
- 12月1日 - シュロモ・アヴィネリ（英語版）、イスラエルの政治学者（* 1933年）[4]
- 12月1日 - 迫田穆成、日本の高校野球選手・指導者、広島県立竹原高等学校野球部監督、元広島県立広島商業高等学校野球部監督（* 1939年）[5]
- 12月1日 - 花井節二、日本の歴史研究者（* 1941年?）[6]
- 12月2日 - 津田和明、日本の経営者、元サントリー副社長、元関西経済同友会代表幹事（* 1934年）[7]
- 12月2日 - コンチャ・ベラスコ（英語版）、スペインの女優（* 1939年）[8]
- 12月2日 - クラレンス・ケリー、アメリカ合衆国のカトリック教会の司教（* 1941年）[9]
- 12月2日 - フォスタン・トゥワギラムング、ルワンダの政治家、第5代首相（* 1945年）[10]
- 12月2日 - スフヤーン・タイエ（アラビア語版）、パレスチナの物理学者、ガザ・イスラーム大学学長（* 1971年）[11]
- 12月3日 - 徐承恩、中華人民共和国の石油化学工業技術者（* 1927年）[12]
- 12月3日 - 金洙容（朝鮮語版）、大韓民国の映画監督（* 1929年）[13]
- 12月3日 - クラウス・ベルンバッハー（英語版）、ドイツの指揮者（* 1931年）[14]
- 12月3日 - 竹下悦男、日本の政治家、元長野県上田市長（* 1935年）[15]
- 12月3日 - チュア・ジュイメン（英語版）、マレーシアの政治家、元保健相（* 1943年）[16]
- 12月3日 - ヤクバ・サワドゴ（英語版）、ブルキナファソの農夫、農業指導者（* 1946年）[17]
- 12月3日 - マイルス・グッドウィン（英語版）、カナダのミュージシャン、エイプリル・ワイン（英語版）メンバー（* 1948年）[18]
- 12月4日 - 杉野目浩、日本の有機化学者、北海道大学名誉教授（* 1930年）[19]
- 12月4日 - フアニータ・カストロ、アメリカ合衆国在住のキューバの政治活動家（* 1933年）[20]
- 12月4日 - 松枝到、日本の文化史家、和光大学名誉教授（* 1953年）[21]
- 12月4日（訃報発表日） - ソフィー・アンダーソン（英語版）、イギリスのポルノ女優（* 1987年）[22]
- 12月5日 - ノーマン・リア（英語版）、アメリカ合衆国の脚本家、プロデューサー（* 1922年）[23]
- 12月5日 - 伊藤義郎、日本の実業家、伊藤組土建会長、全日本スキー連盟第8代会長（* 1926年）[24]
- 12月5日 - 中村廣治郎、日本のイスラム学者、東京大学名誉教授（* 1936年）[25]
- 12月5日 - 西木正明、日本の小説家、直木三十五賞受賞者（* 1940年）[26]
- 12月5日 - ヴォヨ・ゴリッチ（セルビア語版）、セルビア出身のアメリカ合衆国の俳優（* 1940年）[27]
- 12月5日 - デニー・レイン、イギリスのミュージシャン（* 1944年）[28]
- 12月5日 - リヒテンシュタイン公子コンスタンティン（英語版）、リヒテンシュタインの貴族（* 1972年）[29]
- 12月6日 - ジョゼフ・ベルナルド（英語版）、フランスの元競泳選手、1948年・1952年オリンピック銅メダリスト（* 1929年）[30]
- 12月6日 - 磯村尚徳、日本のジャーナリスト、元日本放送協会報道記者、『ニュースセンター9時』初代キャスター、1991年東京都知事選挙候補者（* 1929年）[31]
- 12月6日 - エレン・ホリー（英語版）、アメリカ合衆国の女優（* 1931年）[32]
- 12月6日 - マリサ・パヴァン、イタリアの女優（* 1932年）[33]
- 12月6日（訃報発表日） - ジョン・ランブル（英語版）、カナダの馬術選手、1956年オリンピック銅メダリスト（* 1933年）[34]
- 12月6日 - ミシェル・サルダビー、フランスのジャズ・ピアニスト（* 1935年）[35]
- 12月6日 - アルフレド・ボナーノ（英語版）、イタリアのアナキスト（* 1937年）[36]
- 12月6日 - ビック・ダバリーヨ（英語版）、ベネズエラの元MLB選手【クリーブランド・インディアンス、ロサンゼルス・ドジャースなどに所属】（* 1939年）[37]
- 12月6日 - 島崎俊郎、日本のお笑いタレント、俳優、元「ヒップアップ」メンバー（* 1955年）[38]
- 12月6日 - イリヤ・キヴァ（英語版）、ウクライナ出身のロシアの元政治家、元最高議会議員（* 1977年）[39]
- 12月6日 - 楊清順（中国語版）、台湾のビリヤード選手、ワールドゲームズ2001金メダリスト（* 1978年）[40]
- 12月6日 - レファアト・アラリール、パレスチナの作家、ガザ・イスラーム大学教授（* 1979年）[41][42]
- 12月7日 - 星寛治、日本の農家、詩人（* 1935年）[43]
- 12月7日 - 李相周（朝鮮語版）、大韓民国の教育者、政治家、元副総理兼教育人的資源部長官、元大統領秘書室長（* 1937年）[44]
- 12月7日 - 宮本恵美子、日本の元バレーボール選手、1964年オリンピック金メダリスト（* 1937年）[45]
- 12月7日 - 桑国衛（中国語版）、中華人民共和国の薬理学者、政治家、元全国人民代表大会常務委員会副委員長、元中国農工民主党中央委員会主席（* 1941年）[46]
- 12月7日 - シュクリュ・ユリュル（英語版）、トルコの政治家、元工業技術相、元国会議員（* 1944年）[47]
- 12月7日（訃報発表日） - ヤーノシュ・ローラ、ハンガリーのヴァイオリン奏者、指揮者（* 1944年）[48]
- 12月7日 - 結城洋一郎、日本の憲法学者、小樽商科大学名誉教授（* 1947年）[49]
- 12月7日 - テリー・バウコム（英語版）、アメリカ合衆国のブルーグラスシンガー、バンジョー奏者（* 1952年）[50]
- 12月7日 - ベンジャミン・ゼファニア（英語版）、イギリスの詩人（* 1958年）[51]
- 12月7日 - エマニュエル・ドゥベヴェール（英語版）、フランスの女優（* 1963年）[52]
- 12月8日 - 魏金山（中国語版）、中華人民共和国の政治家、軍人、人民解放軍海軍中将、海軍政治委員、全国人民代表大会代表（* 1927年）[53]
- 12月8日 - ミシェル・ドヴァーズ（英語版）、スイスのワイン評論家、料理作家（* 1928年）[54]
- 12月8日 - 玉城政文、日本の琉球古典音楽演奏家、野村流保存会長（* 1928年）[55]
- 12月8日 - 上田利正、日本の政治家、元衆議院議員【日本社会党所属】（* 1930年）[56]
- 12月8日 - トニー・タランティーノ（英語版）、アメリカ合衆国の俳優、プロデューサー（* 1940年）[57]
- 12月8日 - ライアン・オニール、アメリカ合衆国の俳優（* 1941年）[58]
- 12月8日（訃報報告日） - 巖虎寛一、日本の元大相撲力士【春日野部屋所属】（* 1948年）[59]
- 12月8日 - ペーター＝ミヒャエル・コルベ（英語版）、ドイツのボート競技選手、1976年・1984年・1988年オリンピック銀メダリスト（* 1953年）[60]
- 12月8日 - イツィアル・カストロ（英語版）、スペインの女優（* 1977年）[61]
- 12月9日 - 粕谷照美、日本の政治家、元参議院議員【日本社会党所属】（* 1924年）[62]
- 12月9日 - 前田安彦、日本の食品化学者、宇都宮大学名誉教授（* 1931年）[63]
- 12月9日 - フランク・ワイチェック（英語版）、アメリカ合衆国の元アメリカンフットボール選手【テネシー・タイタンズなどに所属】（* 1971年）[64]
- 12月10日 - 高耀潔（中国語版）、中華人民共和国の医師（* 1927年）[65]
- 12月10日 - グラツィエラ・マゲリーニ（英語版）、イタリアの心理学者（* 1927年）[66]
- 12月10日 - ジュリアン・キャロル、アメリカ合衆国の政治家、元ケンタッキー州知事・副知事（* 1931年）[67]
- 12月10日 - シャーリー・アン・フィールド（英語版）、イギリスの女優（* 1936年）[68]
- 12月10日 - 柳田紘一、日本の実業家、東京短資会長（* 1940年）[69]
- 12月10日 - デヴィッド・ドレイク、アメリカ合衆国のSF作家、ファンタジー作家（* 1945年）[70]
- 12月10日 - ウスモン・トシェフ（英語版）、ウズベキスタンの元プロサッカー選手・指導者、元同国代表、元タジキスタン代表監督（* 1965年）[71]
- 12月10日 - 横宮七海、日本のAV女優（* 2002年）[72]
- 12月11日 - 池田温、日本の東洋史学者、東京大学名誉教授（* 1931年）[73]
- 12月11日 - ポラン・オバメ＝ンゲマ（英語版）、ガボンの医師、政治家、元首相（* 1934年）[74]
- 12月11日 - 早川正一、日本の考古学者、南山大学名誉教授（* 1937年）[75]
- 12月11日（訃報発表日） - リチャード・カー（英語版）、イギリスのシンガーソングライター、作曲家（* 1944年）[76]
- 12月11日 - エスラ・モホーク（英語版）、アメリカ合衆国のシンガーソングライター（* 1948年）[77]
- 12月11日 - 阿部秀司、日本の映画プロデューサー（* 1949年）[78]
- 12月11日 - 木戸修、日本の元プロレスラー【日本プロレス・新日本プロレス・第1次UWF所属】（* 1950年）[79]
- 12月11日 - カムデン・トイ（英語版）、アメリカ合衆国の俳優、脚本家（* 1955年）[80]
- 12月11日 - ジェフリー・フォスケット（英語版）、アメリカ合衆国の歌手、ソングライター、音楽プロデューサー（* 1956年）[81]
- 12月11日 - アンドレ・ブラウアー、アメリカ合衆国の俳優（* 1962年）[82]
- 12月11日 - キャシー・チャウ（中国語版）、香港の女優（* 1966年）[83]
- 12月11日 - ザハラ（英語版）、南アフリカ共和国のミュージシャン（* 1987年）[84]
- 12月12日 - 巽フサ、日本のスーパーセンテナリアン（* 1907年）[85]
- 12月12日 - J・G・A・ポーコック、ニュージーランドの歴史家、政治学者（* 1924年）[86]
- 12月12日 - コスタス・ネストリディス（英語版）、ギリシャの元プロサッカー選手、元同国代表（* 1930年）[87]
- 12月12日 - 橘左近、日本の寄席文字書家（* 1934年）[88]
- 12月12日 - 長谷川弘、日本のオートバイレーサー（* 1934年）[89]
- 12月12日 - シャーリー・バーバー（英語版）、イギリスの児童文学作家（* 1935年）[90]
- 12月12日 - 橋本勉、日本の実業家、元オルガノ社長（* 1935年）[91]
- 12月12日 - 林超栄（中国語版）、香港の司会者、脚本家（* 1961年）[92]
- 12月12日 - 鈴木孝子、日本のギタリスト、ロックバンド「PINK SAPPHIRE」メンバー（* 1967年）[93]
- 12月12日 - ホーキング青山、日本のお笑いタレント、漫談家、作家（* 1973年）[94]
- 12月12日 - イツハク・ベン・バシャット（英語版）、イスラエルの軍人、国防軍大佐（* 1979年）[95]
- 12月13日 - マイク・ガーギッチ（英語版）、クロアチア出身のアメリカ合衆国のワイン醸造家（* 1923年）[96]
- 12月13日 - アントニオ・ジュリアーノ、イタリアの元プロサッカー選手、元同国代表（* 1943年）[97]
- 12月13日 - 花井敏、日本の経済学者、南山大学名誉教授（* 1946年）[98]
- 12月13日（遺体発見日） - アンナ・ツァレワ、ロシアのジャーナリスト、コムソモリスカヤ・プラウダ副編集長（* 1988年?）[99]
- 12月14日 - 劉和謙（中国語版）、台湾の元海軍軍人、元参謀総長（* 1926年）[100]
- 12月14日 - ケン・マッケンジー（英語版）、カナダの元MLB選手【ニューヨーク・メッツなどに所属】（* 1934年）[101]
- 12月14日 - ヘルマン・オームス、ベルギー出身のアメリカ合衆国の日本学者（* 1937年）[102]
- 12月14日 - リー・レドモンド、アメリカ合衆国の元ギネス世界記録保持者、世界一手指の爪が長かった人物（* 1941年）[103]
- 12月14日 - 蓮見清一、日本の実業家、宝島社創業者（* 1942年）[104]
- 12月14日 - ジョージ・マクギニス、アメリカ合衆国の元バスケットボール選手、バスケットボール殿堂（* 1950年）[105]
- 12月14日 - 浜井識安、日本の空手家、経営コンサルタント（* 1954年）[106]
- 12月15日 - アントニオ・ネグリ、イタリアの哲学者、政治家（* 1933年）[107][108]
- 12月15日 - ギー・マルシャン（英語版）、フランスの俳優（* 1937年）[109]
- 12月15日 - 進勝博、日本の実業家、アビスト会長（* 1938年）[110]
- 12月15日 - ハンス・セランデル（英語版）、スウェーデンの元プロサッカー選手、元同国代表（* 1945年）[111]
- 12月15日 - 湯暁鴎（中国語版）、中華人民共和国の人工知能研究者、実業家（* 1968年）[112]
- 12月15日 - サメル・アブ・ダッカ（英語版）、ベルギー及びパレスチナのビデオジャーナリスト、アルジャジーラ特派員（* 1978年）[113]

## 16日 - 31日

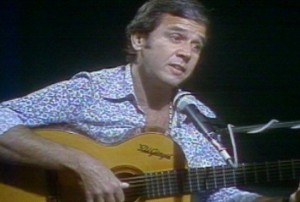
カルロス・リラ／12月16日没

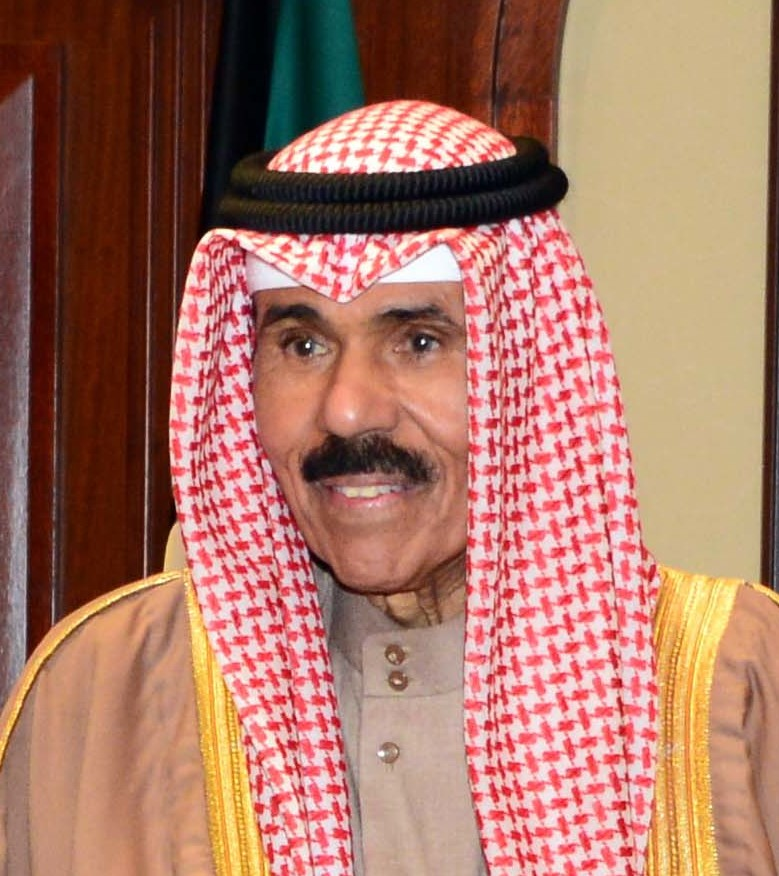
ナワーフ・アル＝アフマド・アル＝ジャービル・アッ＝サバーハ（ナワーフ1世）／12月16日没

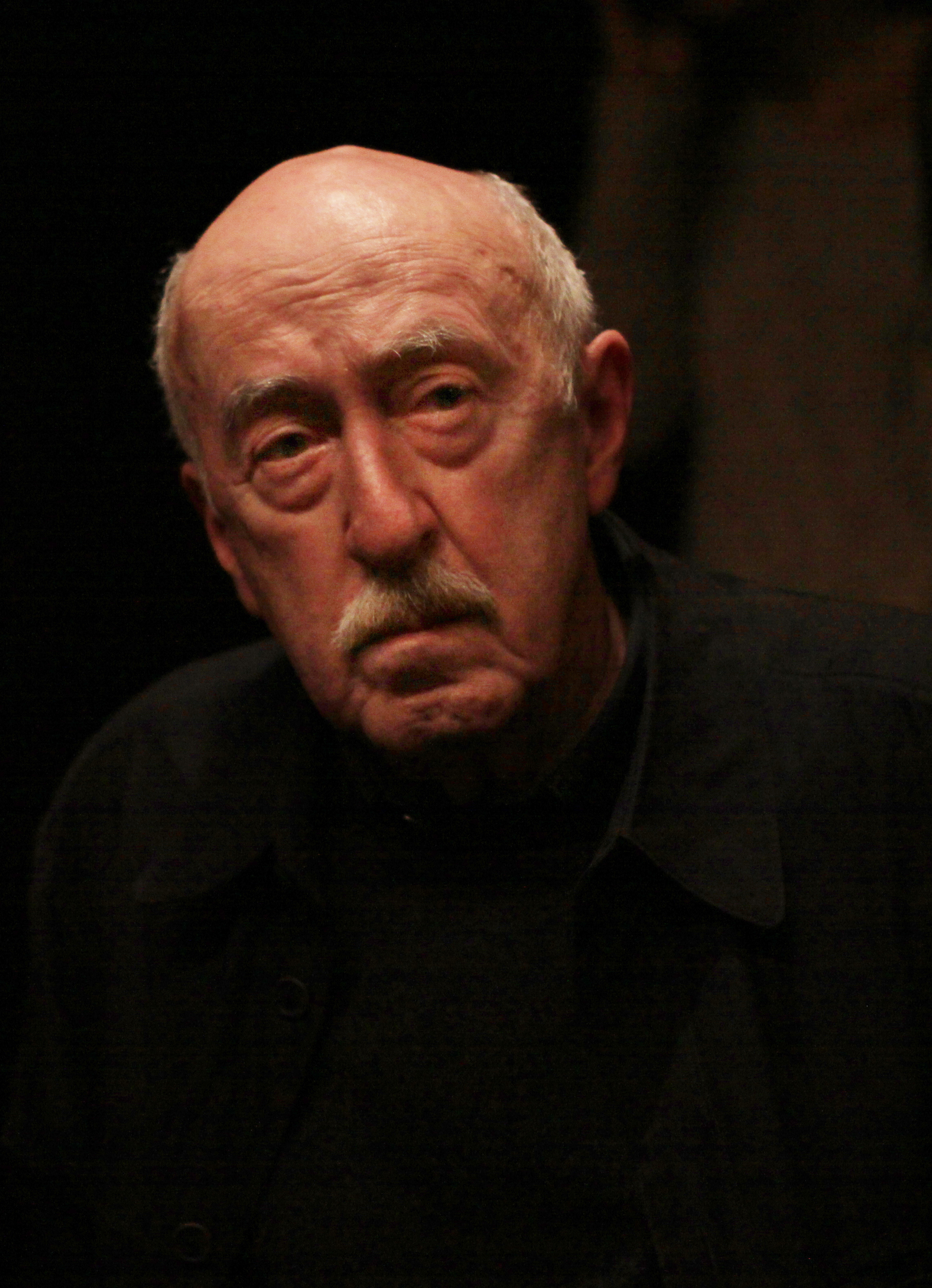
オタール・イオセリアーニ／12月17日没

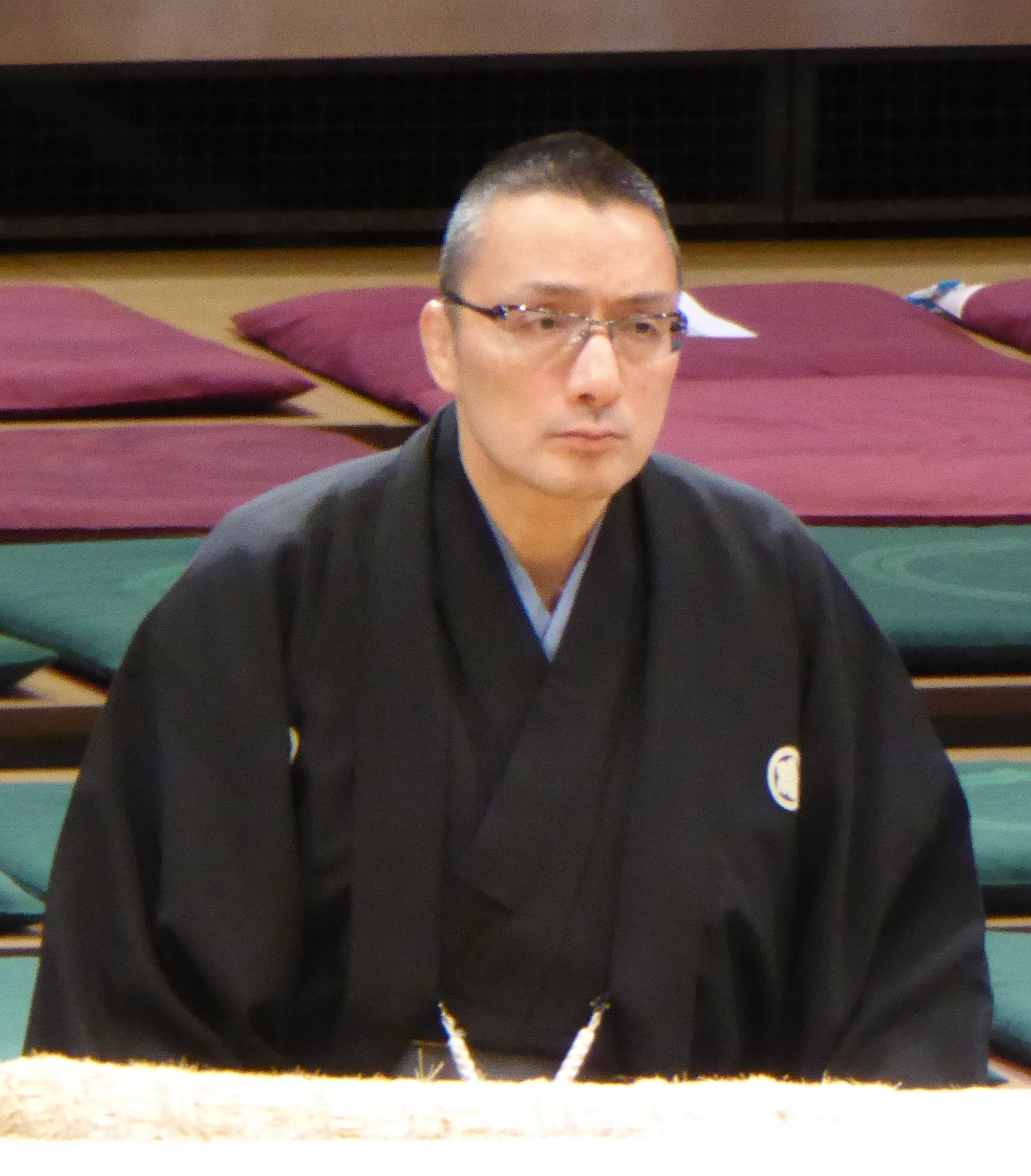
寺尾常史／12月17日没

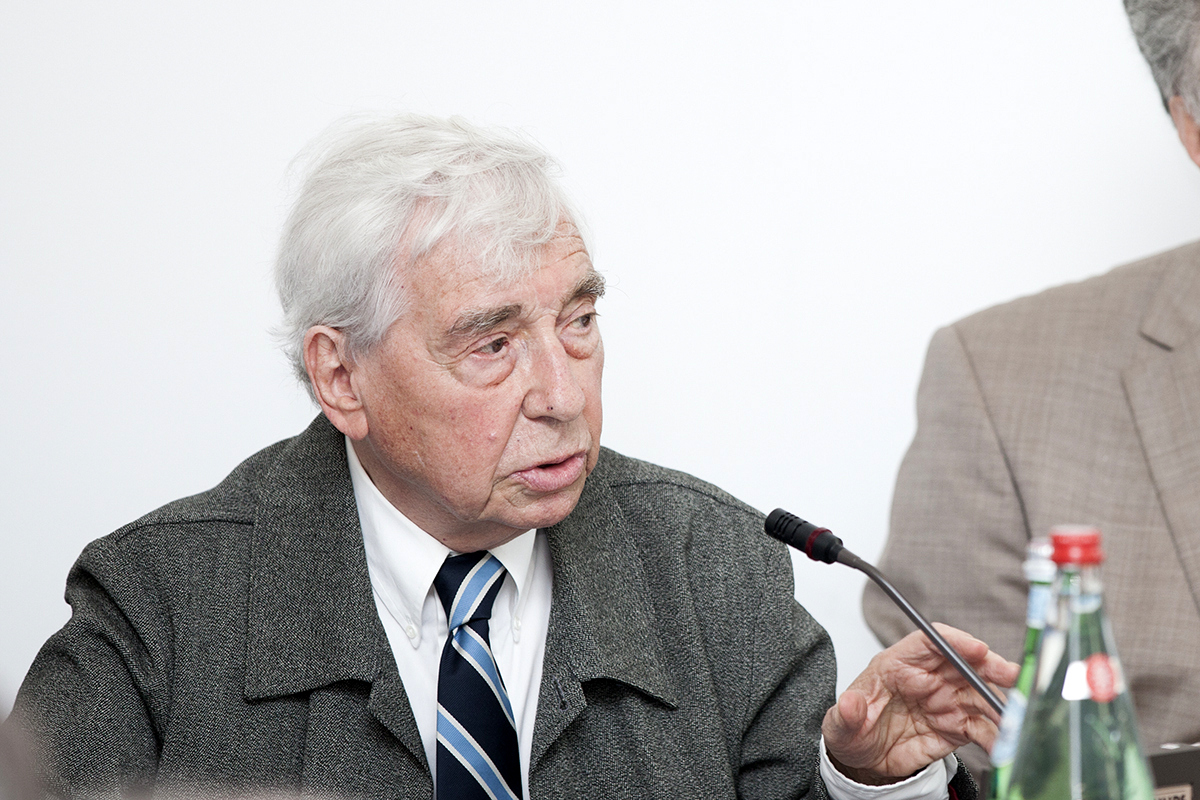
アーノ・マイヤー／12月19日没（訃報発表日）

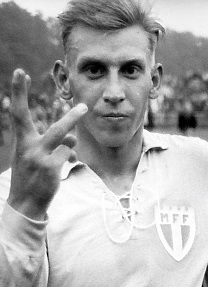
ボー・ラーション／12月19日没

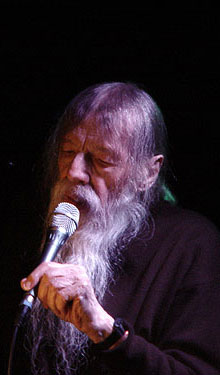
トルベン・ウルリッヒ／12月20日没

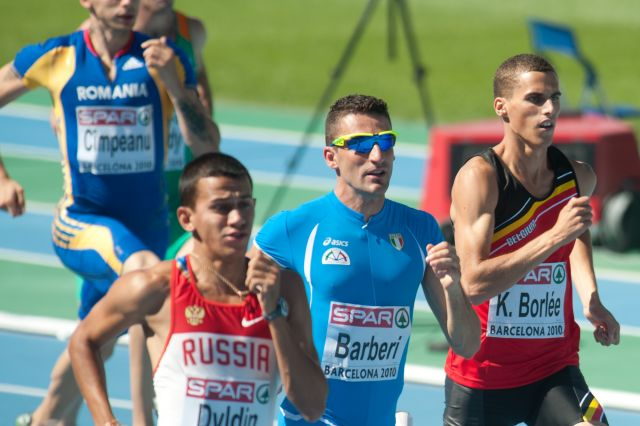
アンドレア・バルベリ（中央）／12月20日没（訃報発表日）

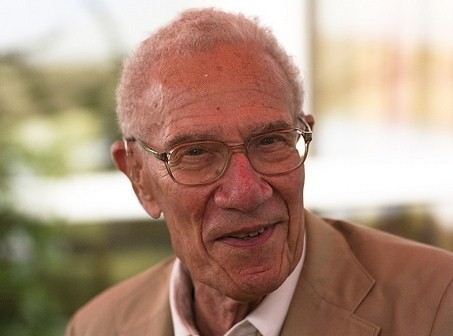
ロバート・ソロー／12月21日没

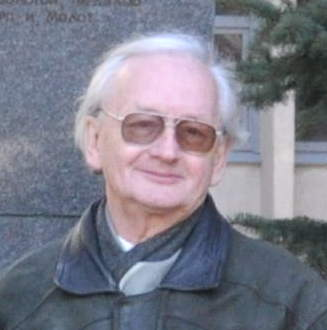
アレクセイ・スタロビンスキー／12月21日没

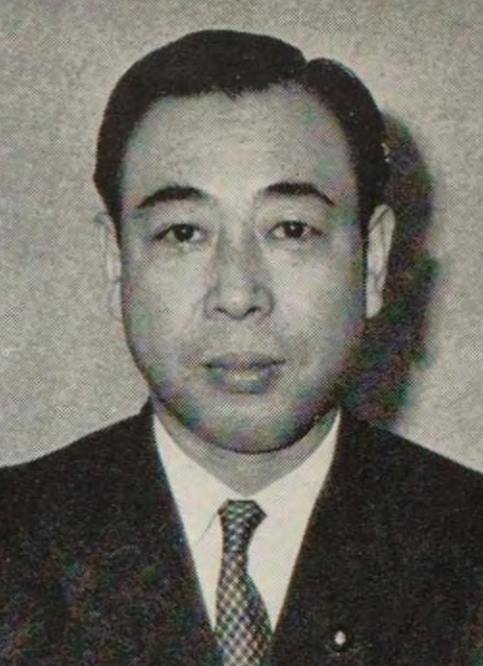
竹入義勝／12月23日没

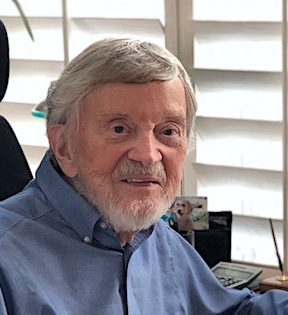
ロン・ネルソン／12月24日没

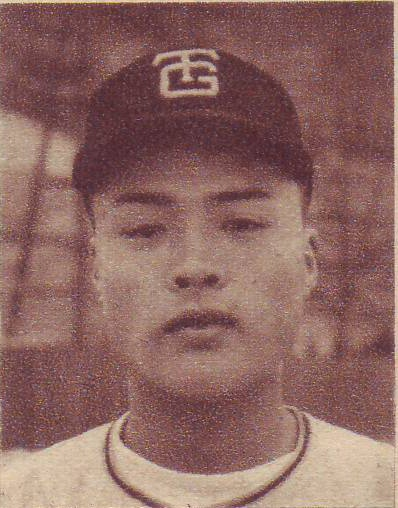
木戸美摸／12月25日没

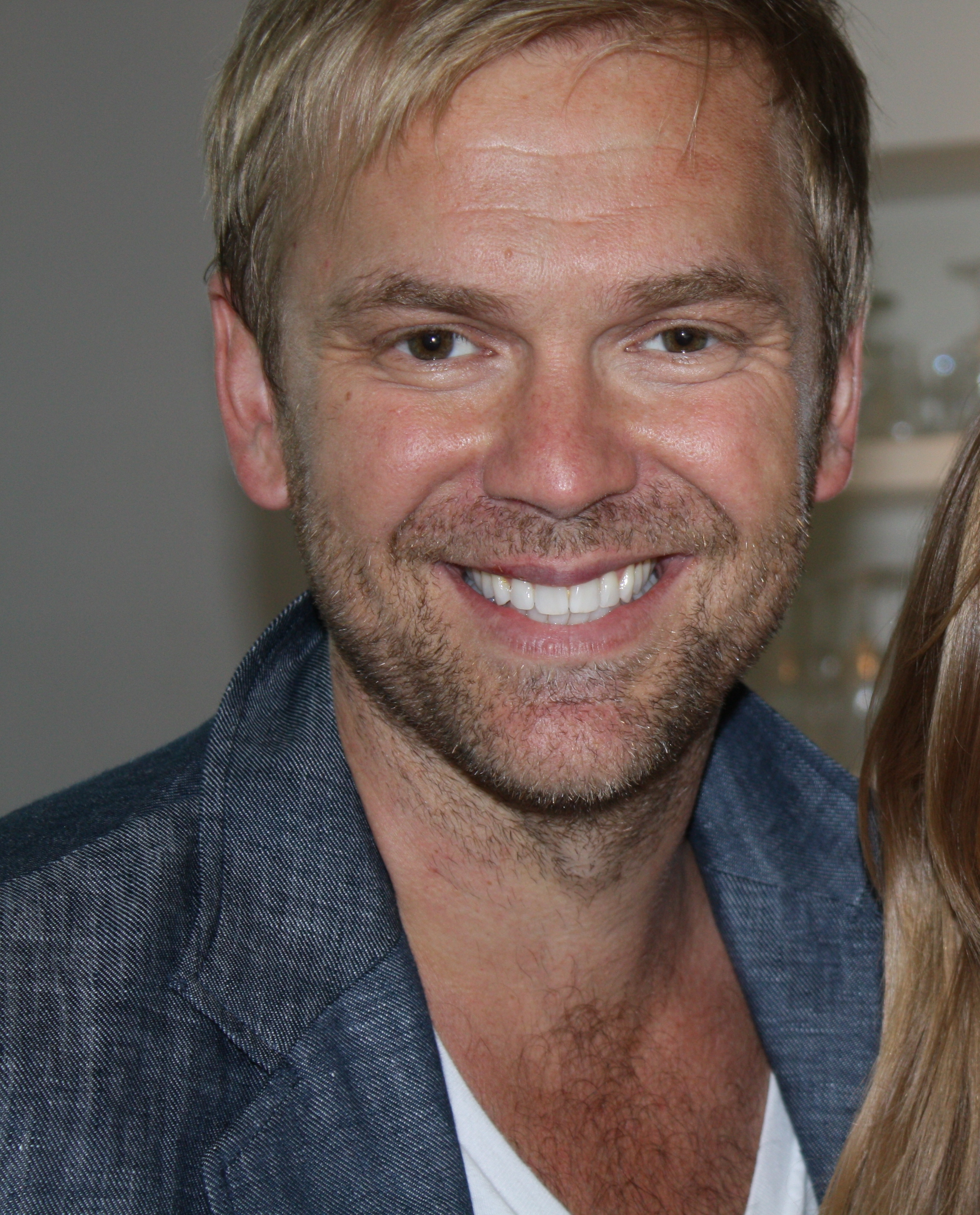
ビル・グレンジャー／12月25日没

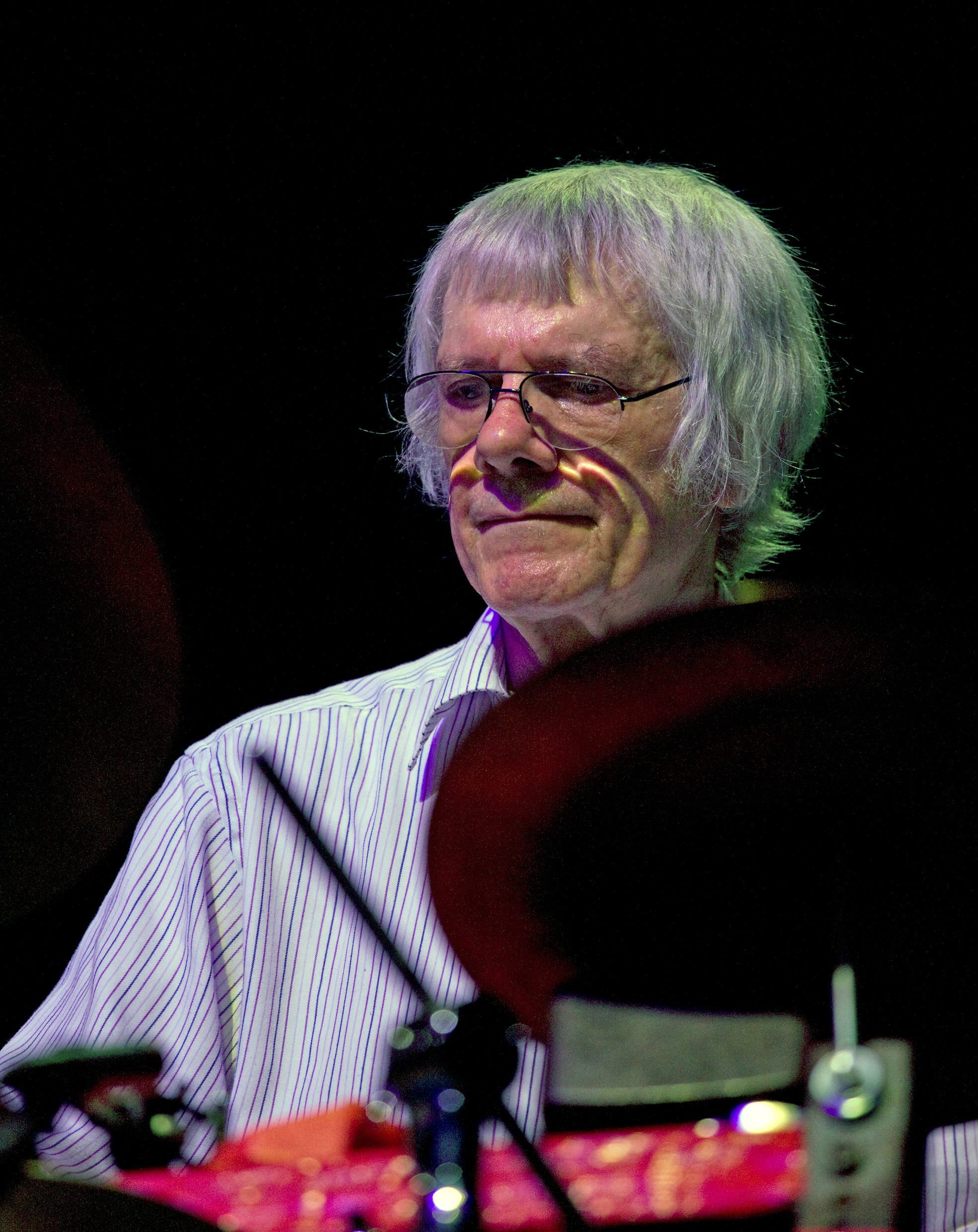
トニー・オクスレイ／12月26日没

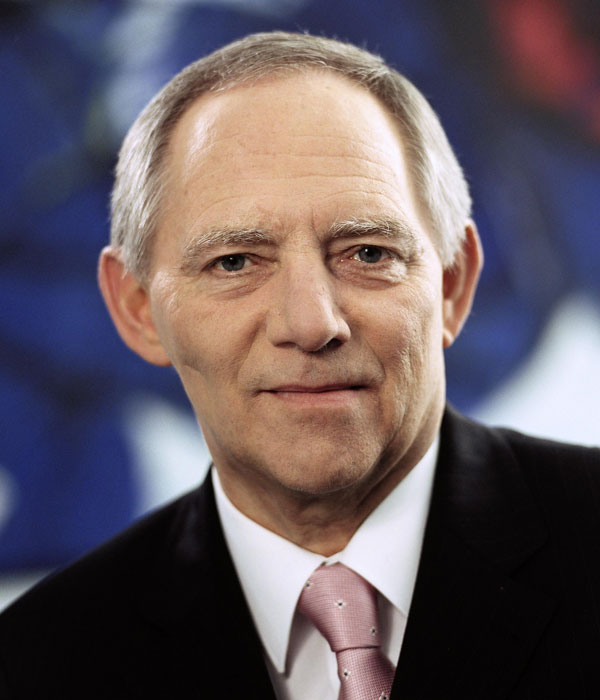
ヴォルフガング・ショイブレ／12月26日没

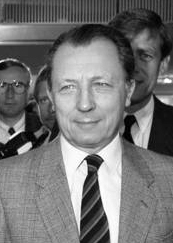
ジャック・ドロール／12月27日没

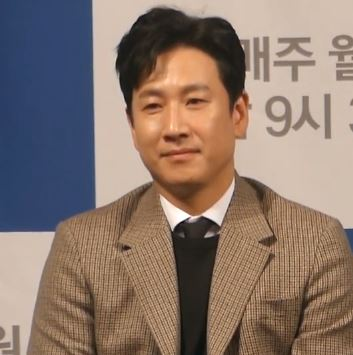
イ・ソンギュン／12月27日没

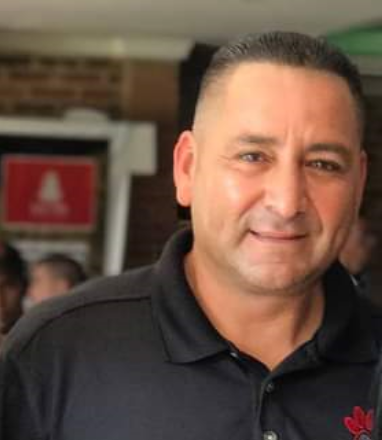
カルロス・プリード／12月28日没

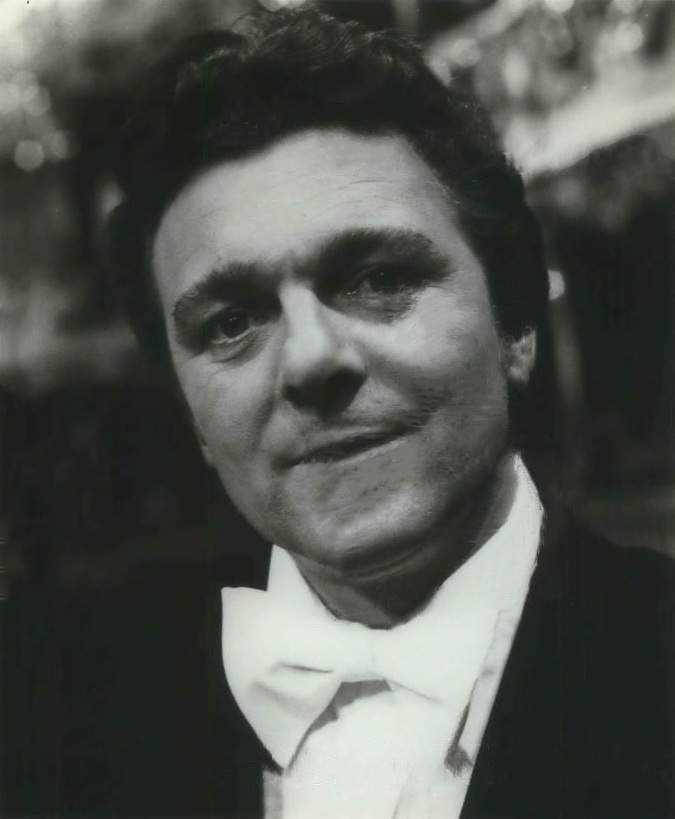
ヘルマン・バウマン／12月29日没

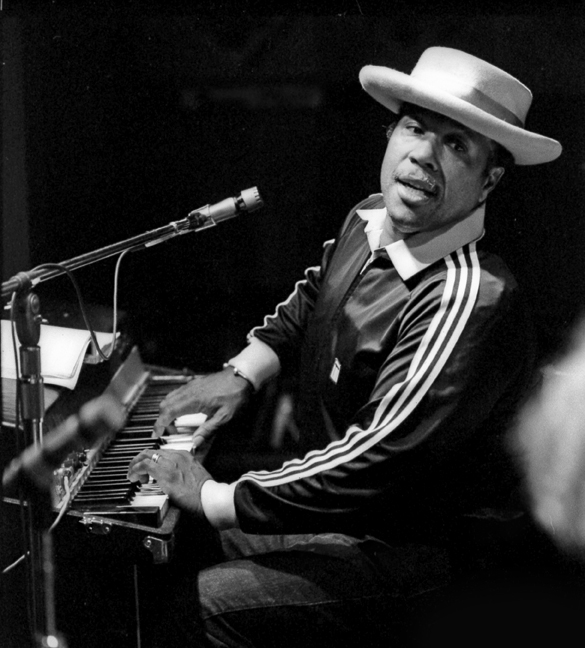
レス・マッキャン／12月29日没

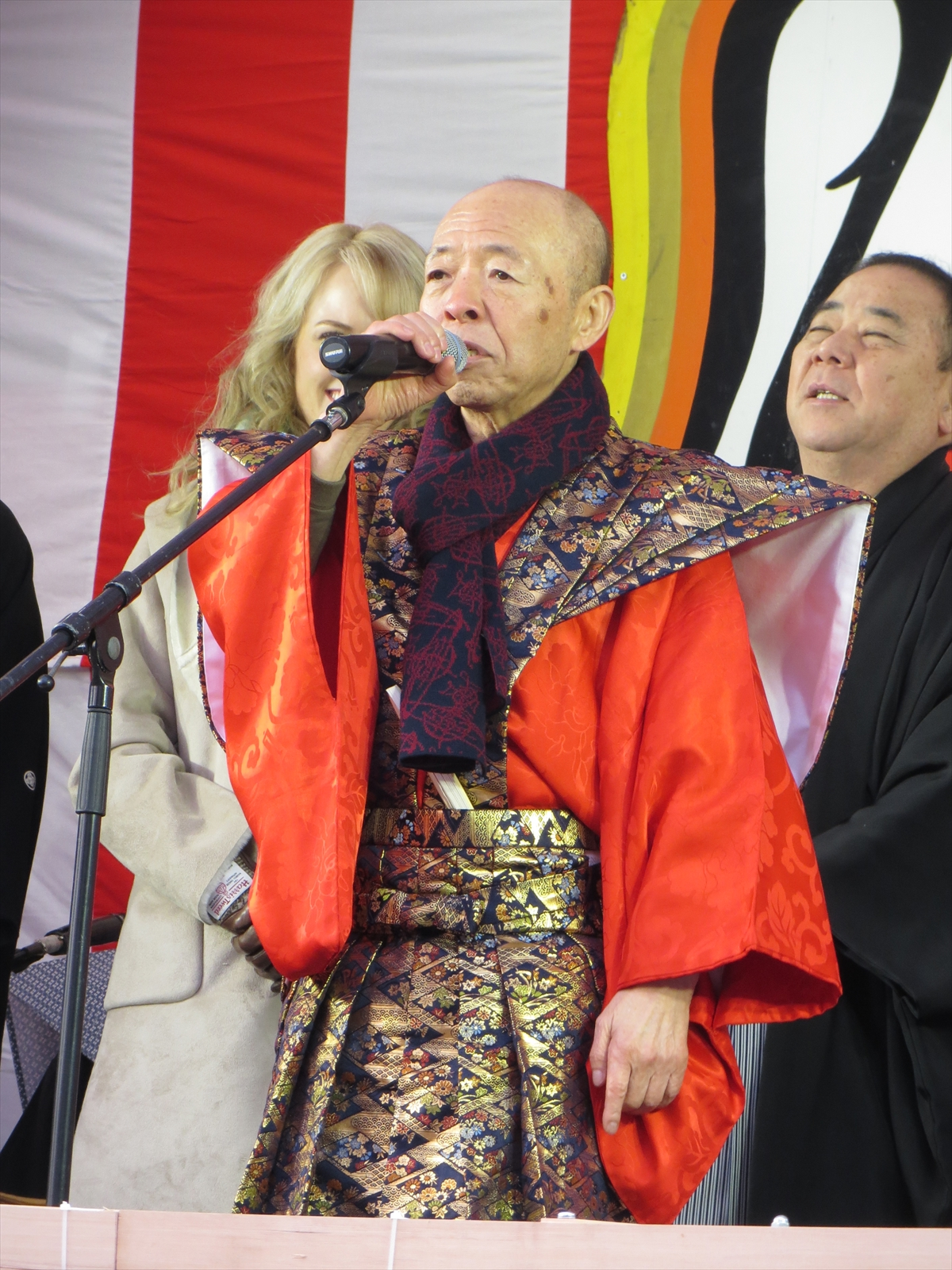
坂田利夫／12月29日没

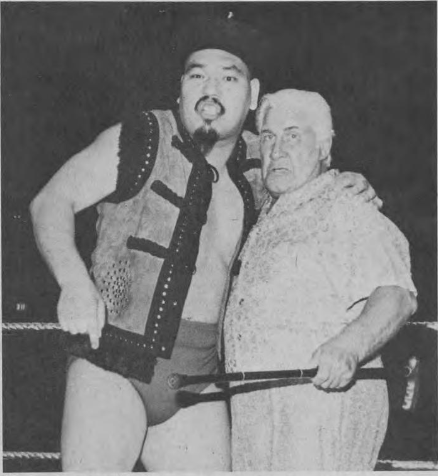
キラー・カーン（左）／12月29日没

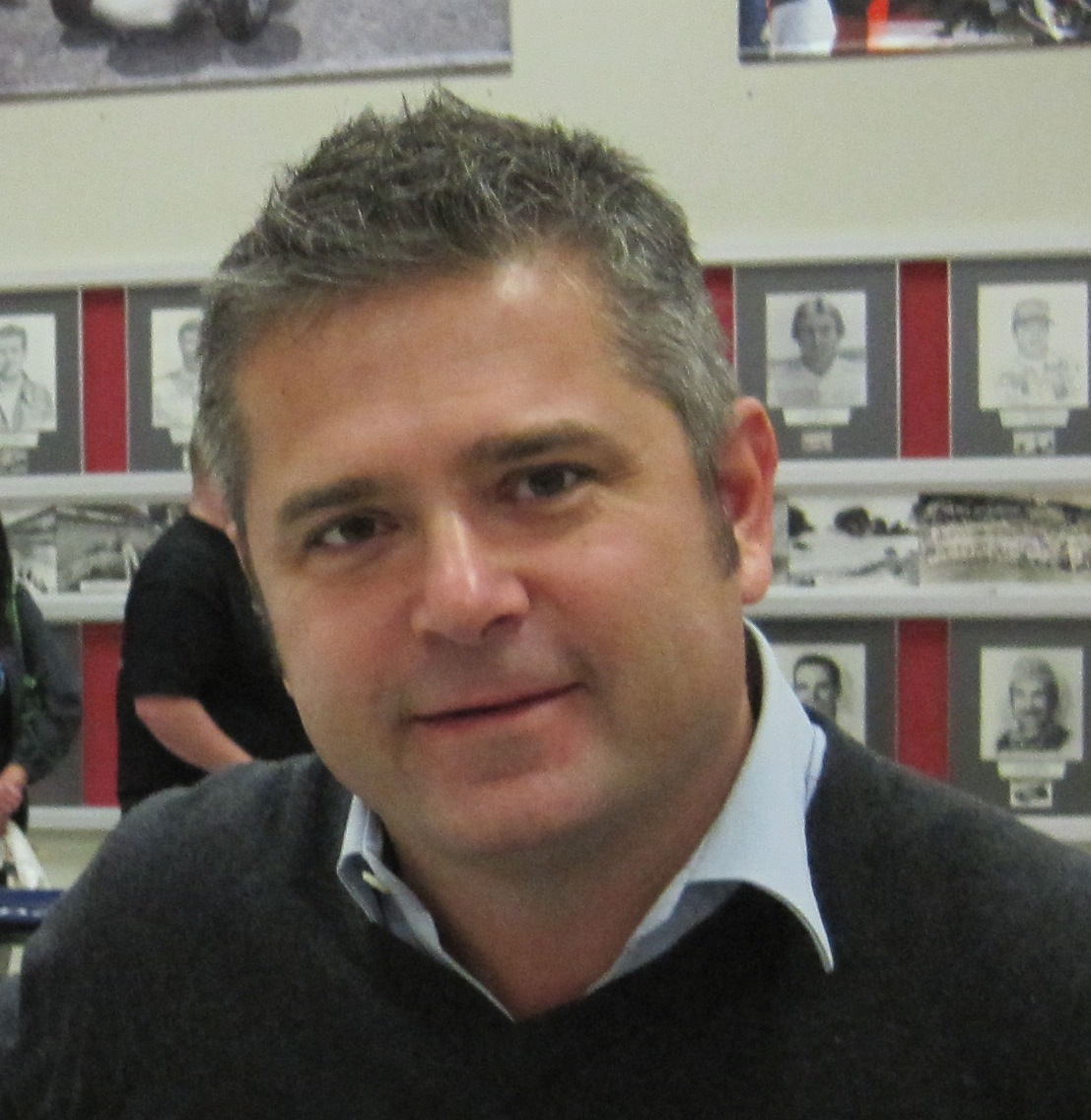
ジル・ド・フェラン／12月29日没

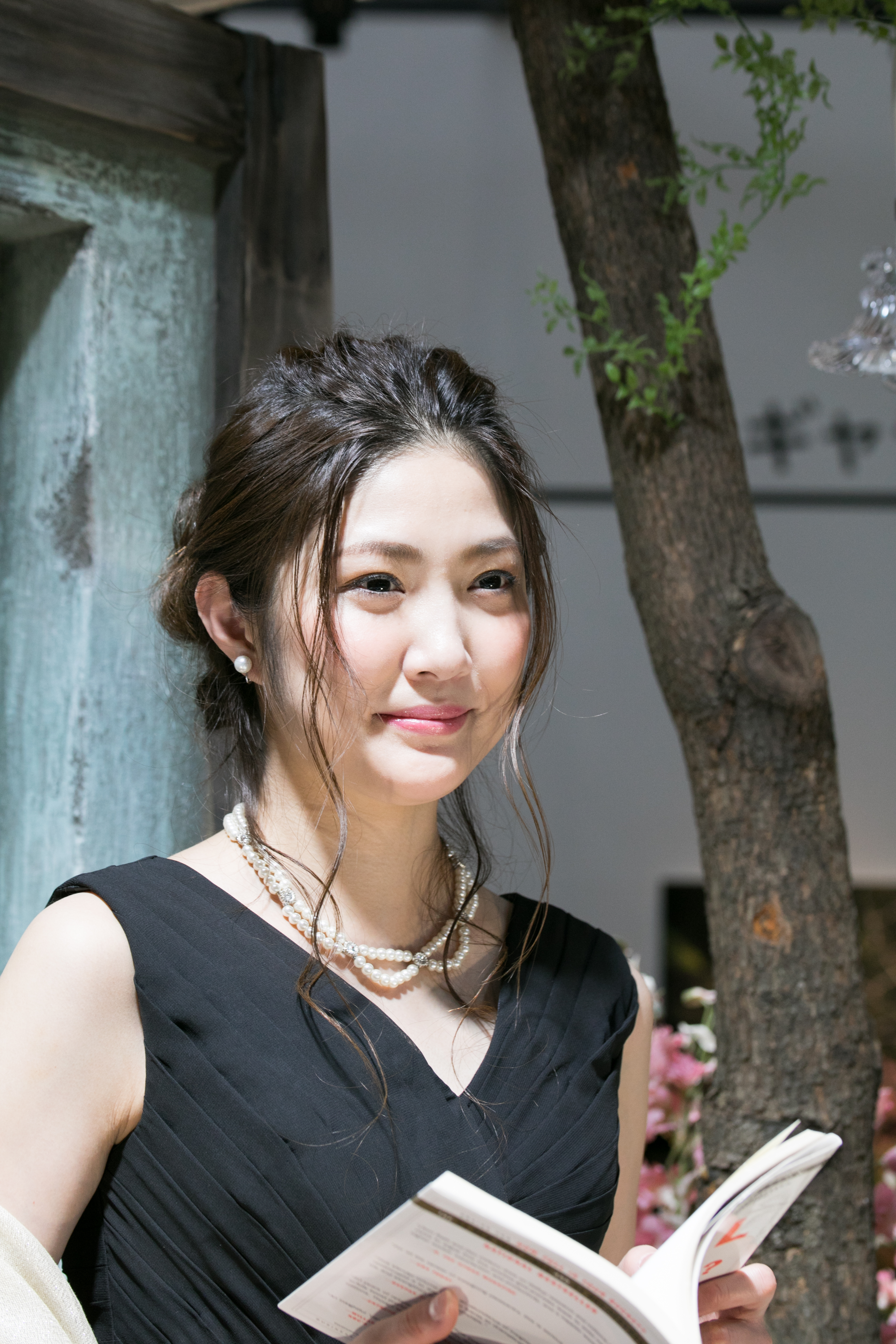
滝元吏紗／12月29日没

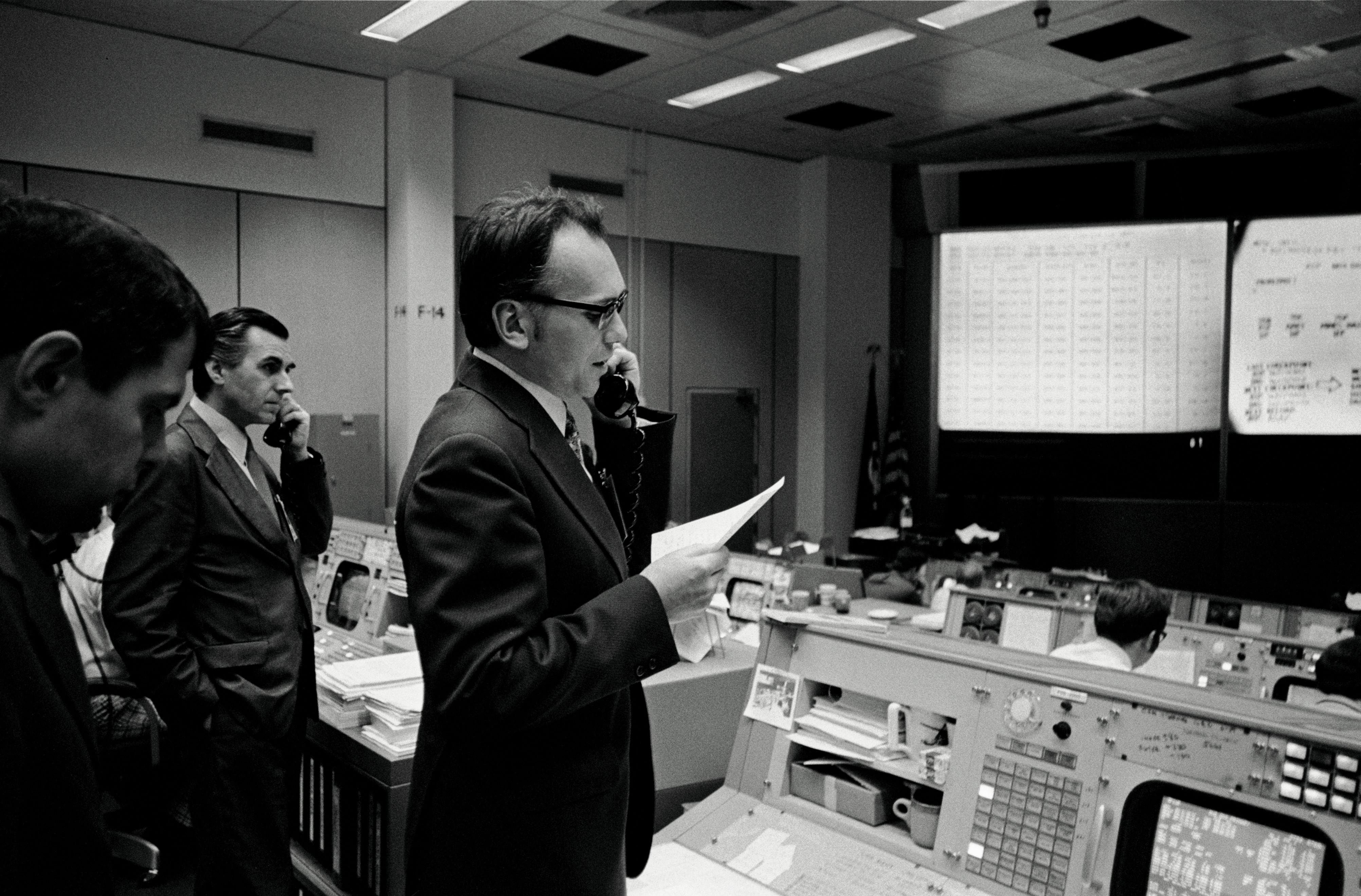
ルボシュ・コホーテク／12月30日没

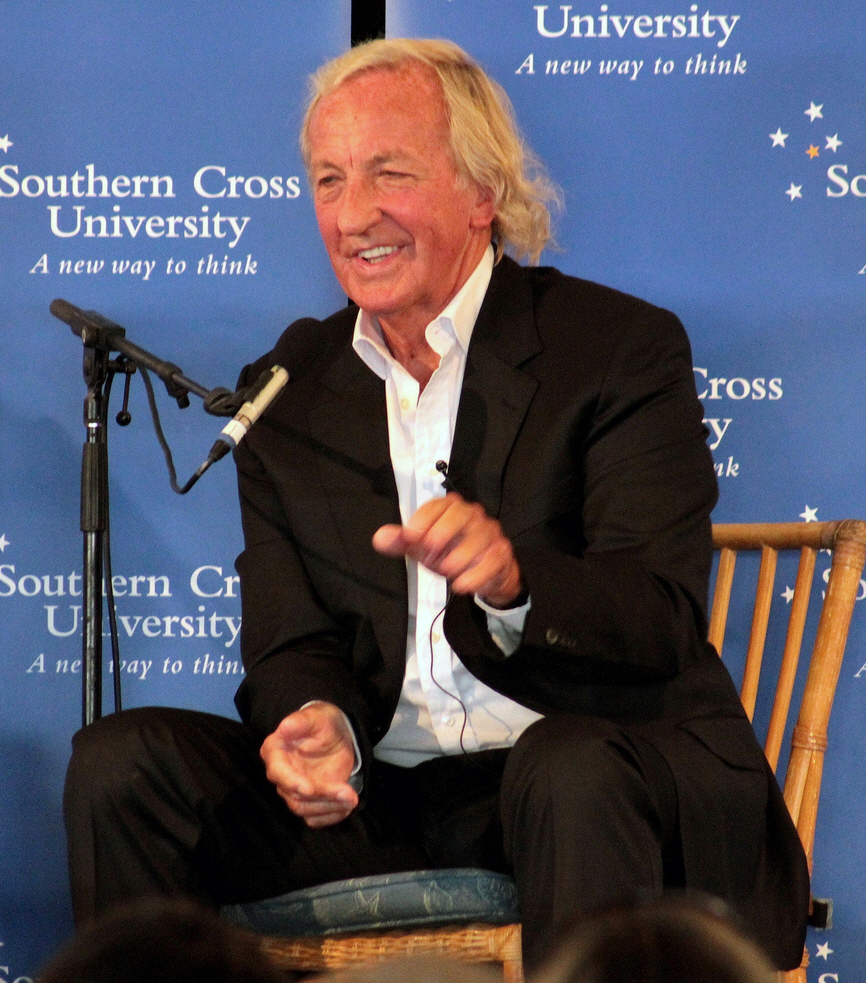
ジョン・ピルガー／12月30日没

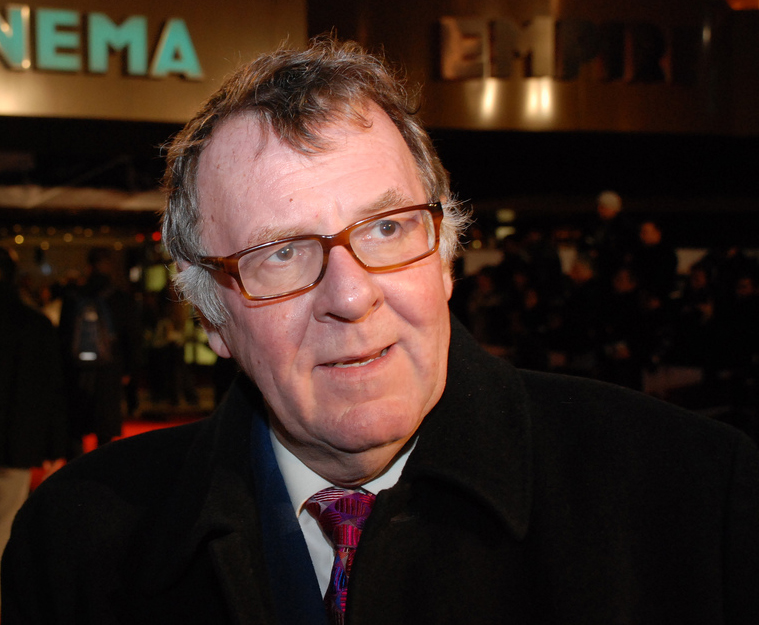
トム・ウィルキンソン／12月30日没

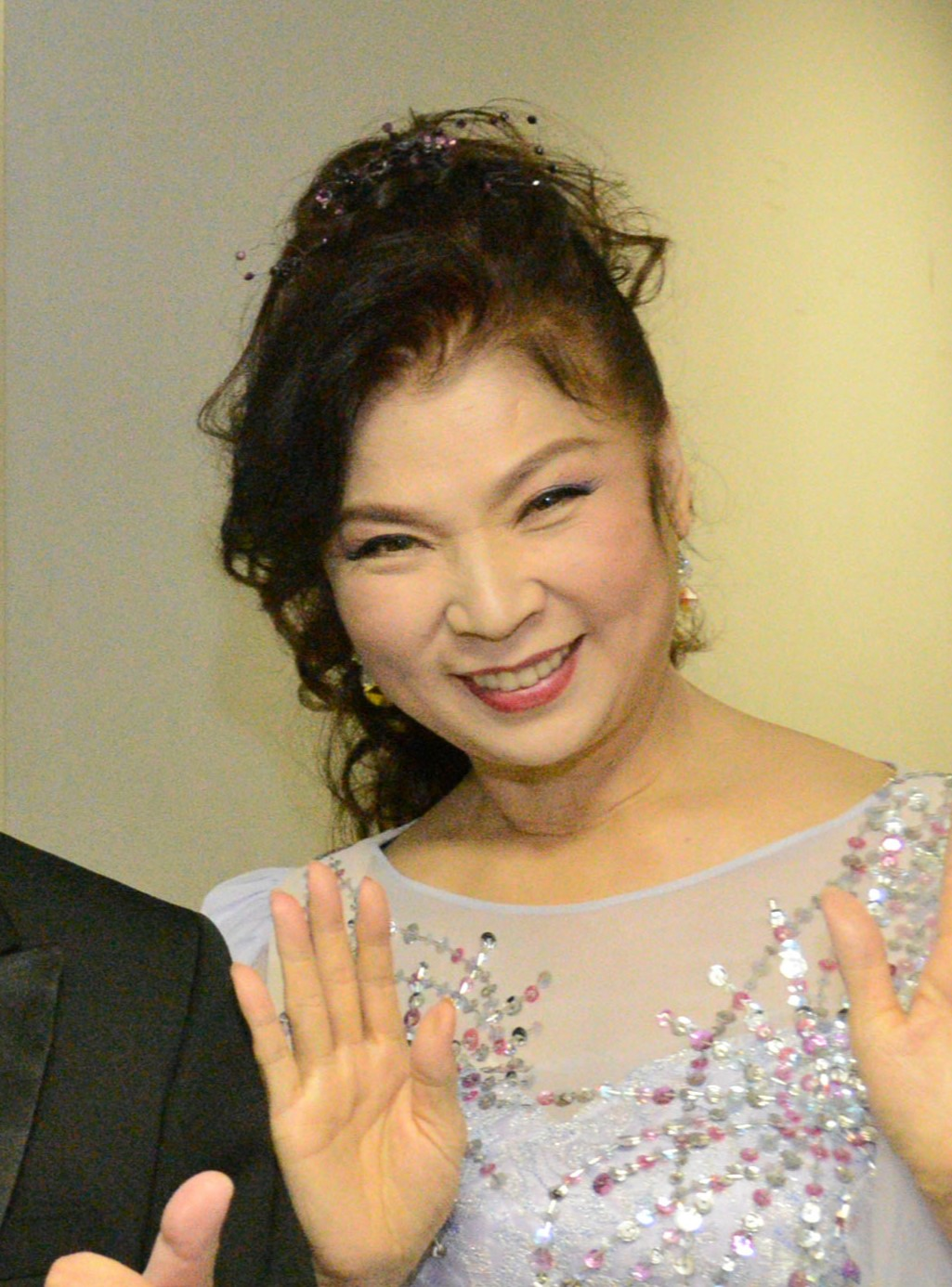
八代亜紀／12月30日没

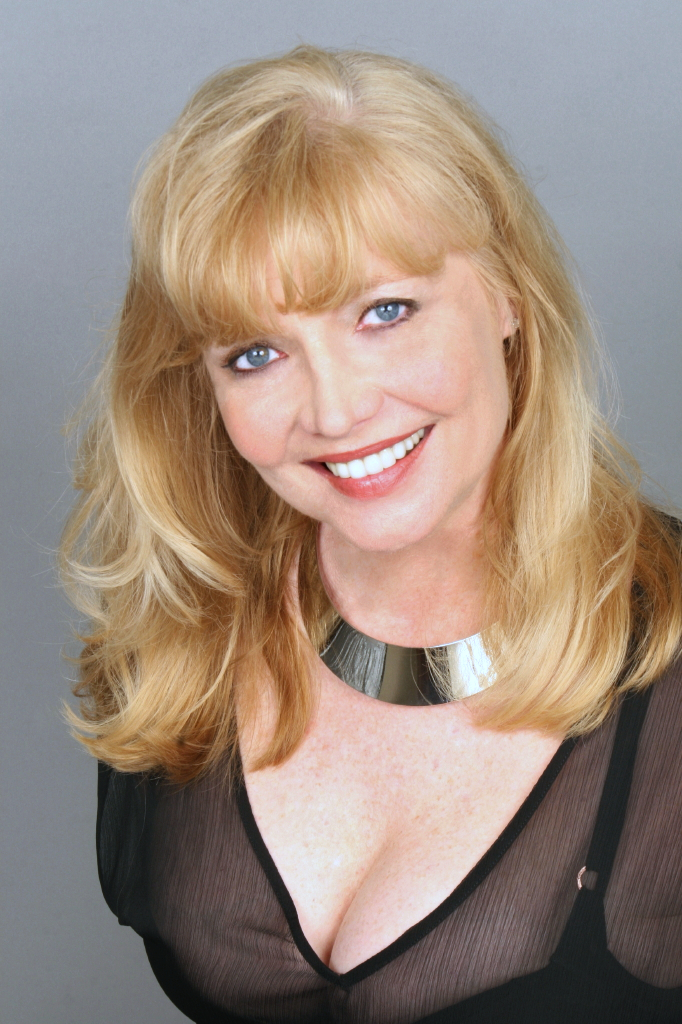
シンディ・モーガン／12月30日没（遺体発見日）

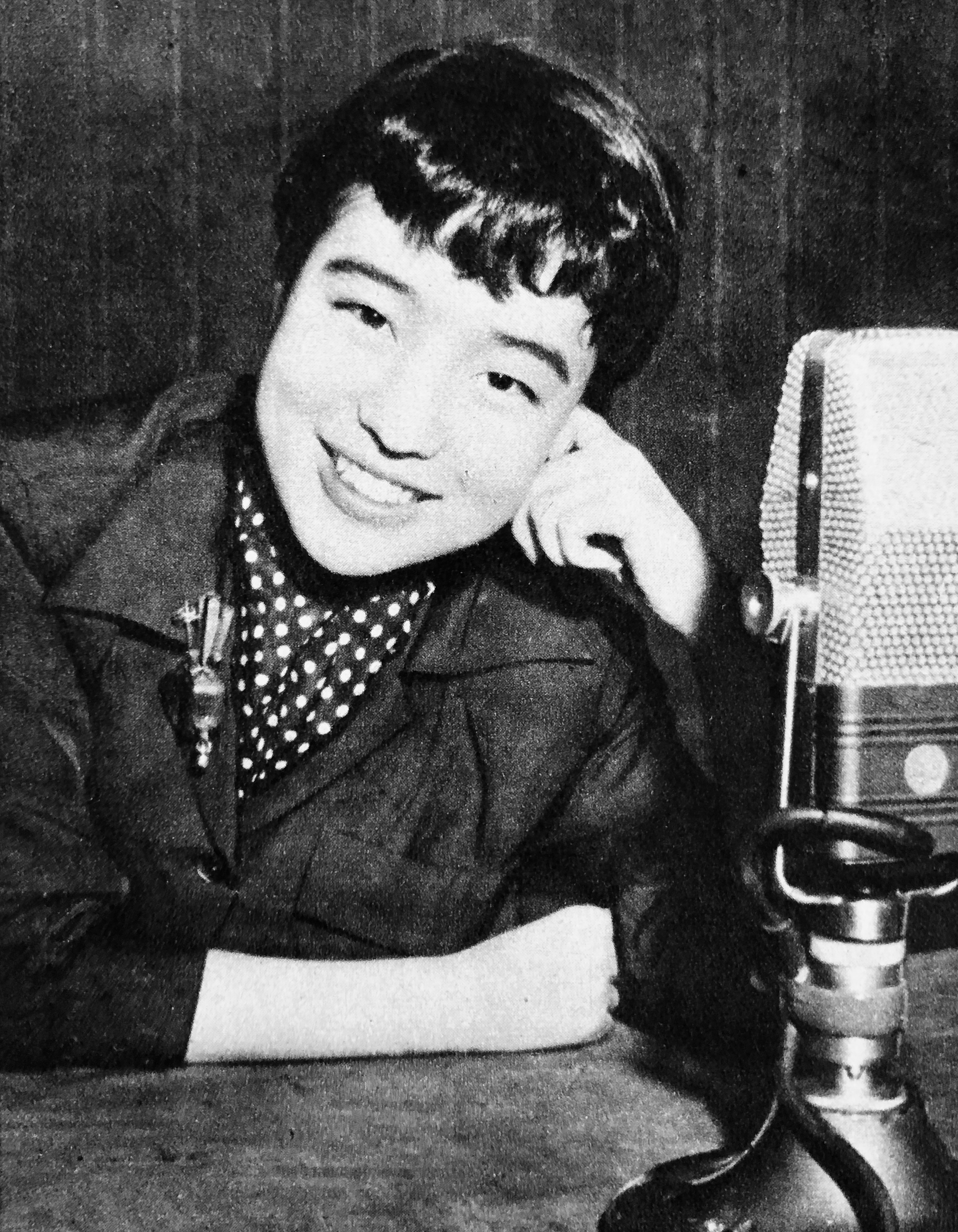
中村メイコ／12月31日没

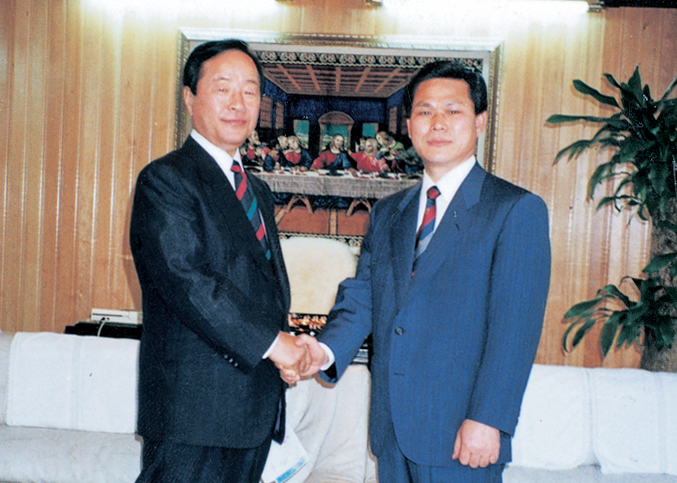
李載禄（右）／12月31日没

- 12月16日 - 蟹江英吉、日本の実業家、元カゴメ社長（* 1924年）[114]
- 12月16日 - 平岡英信、日本の教育者、清風学園学園長（* 1929年）[115]
- 12月16日 - 小室恵市、日本の元プロボクサー（* 1930年）[116]
- 12月16日 - カルロス・リラ、ブラジルの歌手、作曲家（* 1933年）[117]
- 12月16日 - ナワーフ・アル＝アフマド・アル＝ジャービル・アッ＝サバーハ（ナワフ・アハマド・サバハ、ナワーフ1世とも）、クウェート第16代首長（* 1937年）[118]
- 12月16日 - 知念栄治、日本の実業家、元りゅうせき会長、元沖縄セルラー電話会長（* 1939年）[119]
- 12月16日（訃報発表日） - コリン・バージェス、オーストラリアのミュージシャン、元AC/DCメンバー（* 1946年）[120]
- 12月16日 - 薩摩剣八郎、日本の俳優、スーツアクター（* 1947年）[121]
- 12月16日 - ローランド・ガルベイ（英語版）、キューバのボクサー、1968年オリンピック銀メダリスト、1976年オリンピック銅メダリスト（* 1947年）[122]
- 12月16日 - 油井成行、日本の声楽家、大阪音楽大学名誉教授（* 生年不詳）[123]
- 12月17日 - 藤原新平、日本の演出家（* 1928年）[124]
- 12月17日 - オタール・イオセリアーニ、ソビエト連邦、フランス、ジョージアの映画監督（* 1934年）[125]
- 12月17日 - ジェームズ・マキャフリー（英語版）、アメリカ合衆国の俳優（* 1958年）[126]
- 12月17日 - 寺尾常史、日本の元大相撲力士【元関脇、井筒部屋所属】、錣山部屋師匠（* 1963年）[127]
- 12月17日 - エリック・モントロス（英語版）、アメリカ合衆国の元プロバスケットボール選手（* 1971年）[128]
- 12月18日 - 石塚栄二、日本の図書館学者、帝塚山大学名誉教授（* 1927年）[129]
- 12月18日 - 徐京植、在日朝鮮人の作家、東京経済大学名誉教授（* 1951年）[130]
- 12月18日 - アブデッラヒーム・ワキーリー（英語版）、モロッコの元プロサッカー選手、元同国代表（* 1970年）[131]
- 12月19日（訃報発表日） - アーノ・マイヤー、ルクセンブルク出身のアメリカ合衆国の歴史家（* 1926年）[132]
- 12月19日 - 秋元大吉郎、日本の政治家、俳人、元千葉県流山市長（* 1927年）[133]
- 12月19日 - 新垣榮用、日本の陶芸家（* 1929年）[134]
- 12月19日 - 江平、中華人民共和国の民法学者、中国政法大学終身教授（* 1930年）[135]
- 12月19日 - 吉田豊、日本の医学者、弘前大学元学長・名誉教授（* 1930年）[136]
- 12月19日 - ボー・ラーション、スウェーデンの元プロサッカー選手、元同国代表（* 1944年）[137][138]
- 12月19日 - 七代目佐藤養助、日本の稲庭うどん職人（* 1944年）[139]
- 12月19日 - ヤヌシュ・ゴルタット（英語版）、ポーランドのボクサー、1972年・1976年オリンピック銅メダリスト（* 1948年）[140]
- 12月19日 - 田中秀夫、日本の経済学者、京都大学名誉教授（* 1949年）[141]
- 12月20日 - 出光昭介、日本の実業家、出光興産名誉会長・元社長（* 1927年）[142]
- 12月20日 - トルベン・ウルリッヒ、デンマークのテニス選手、映画製作者、ミュージシャン、詩人、ジャーナリスト、画家（* 1928年）[143]
- 12月20日 - 渡辺泰輔、日本の元プロ野球選手【南海ホークス所属】（* 1942年）[144]
- 12月20日 - 植木研介、日本の英文学者、広島大学名誉教授（* 1944年）[145]
- 12月20日 - 火煙雅之、日本の元アナウンサー【東北放送所属】（* 1951年）[146]
- 12月20日（訃報発表日） - アンドレア・バルベリ、イタリアの陸上競技選手（* 1979年）[147]
- 12月21日 - ロバート・ソロー、アメリカ合衆国の経済学者、ノーベル経済学賞受賞者（* 1924年）[148]
- 12月21日 - 星野清、日本の歌人（* 1932年?）[149]
- 12月21日 - アレクセイ・スタロビンスキー、ソビエト連邦、ロシアの天体物理学者、宇宙学者（* 1948年）[150]
- 12月21日 - レベッカ・ハーバーマス（英語版）、ドイツの歴史家（* 1959年）[151]
- 12月21日 - レンカ・フラーフコヴァー（英語版）、チェコの音楽学者（* 1974年）[152]
- 12月22日 - 暉峻衆三、日本の経済学者、宇都宮大学元教授（* 1924年）[153]
- 12月22日（訃報発表日） - K・M・ペイトン、イギリスの作家（* 1929年）[154]
- 12月22日 - トーマス・ウィリアムズ（英語版）、ニュージーランドの枢機卿（* 1930年）[155]
- 12月22日 - 柳田豊、日本の俳優（* 1930年）[156]
- 12月22日 - 神山清子、日本の陶芸家（* 1936年）[157]
- 12月22日 - 岩島直巳、日本のスピードスケート指導者、2014年冬季オリンピックショートトラック代表監督（* 1941年）[158]
- 12月22日 - 小名康之、日本のインド史家、青山学院大学名誉教授（* 1945年）[159]
- 12月22日 - 岡野俊昭、日本の政治家、教育者、元千葉県銚子市長（* 1946年）[160]
- 12月22日 - サジド・カーン（英語版）、インドの俳優（* 1951年）[161]
- 12月22日 - ローラ・リンチ、アメリカ合衆国のミュージシャン、元「ディクシー・チックス」メンバー（* 1958年?）[162]
- 12月22日 - タケル、日本の元キックボクサー（* 1972年）[163]
- 12月22日 - ガルリー・ソホ（英語版）、ベネズエラのバスケットボール選手（* 1999年）[164]
- 12月23日 - 竹入義勝、日本の政治家、元公明党衆議院議員、第3代公明党委員長（* 1926年）[165]
- 12月23日 - 瞳ショージ、日本のお笑い芸人、歌謡漫談家。ボーイズグループ「アンクルベイビー」のメンバー（* 1942年）[166]。
- 12月23日 - 辻本章次、日本の元プロボクサー、元全日本ウェルター級王者（* 1948年）[167]
- 12月23日 - 小谷勝、日本の実業家、元テレビ愛知会長（* 1948年）[168]
- 12月24日 - ロン・ネルソン、アメリカ合衆国の作曲家（* 1929年）[169]
- 12月24日 - ダヴィド・リバイ（英語版）、イスラエルの法学者、政治家、元司法相、元内務相（* 1934年）[170]
- 12月24日 - カマール・デ・ロス・レイス（英語版）、アメリカ合衆国・プエルトリコ出身の俳優（* 1967年）[171]
- 12月25日 - マンフレート・デーリング、ドイツの元軍人、元フェリックス・ジェルジンスキー衛兵連隊長（* 1932年）[172]
- 12月25日 - 井畑明男、日本の銀行家、元青森銀行頭取（* 1933年）[173]
- 12月25日 - 木戸美摸、日本の元プロ野球選手・コーチ【読売ジャイアンツ所属】（* 1937年）[174]
- 12月25日 - セイイェド・ラズィー・ムーサヴィー、イランの軍人、ゴドス軍少将（* 1963年?）[175]
- 12月25日 - ビル・グレンジャー、オーストラリアのシェフ、レストラン経営者、作家（* 1969年）[176]
- 12月26日 - トム・スマザーズ（英語版）、アメリカ合衆国のコメディアン、音楽家（* 1937年）[177]
- 12月26日 - トニー・オクスレイ、イギリスのドラマー（* 1938年）[178]
- 12月26日 - ヴォルフガング・ショイブレ、ドイツの弁護士、政治家、元連邦議会議長、元内務相、元財務相（* 1942年）[179]
- 12月26日 - ルーカス・エネンベ（英語版）、インドネシアの政治家、パプア州知事（* 1967年）[180]
- 12月27日 - ジャック・ドロール、フランスの経済学者、政治家、元欧州委員会委員長、元財務相、元欧州議会議員（* 1925年）[181]
- 12月27日 - ガストン・グロック（英語版）、オーストリアのエンジニア、実業家、グロック創業者（* 1929年）[182]
- 12月27日 - ハーブ・コール（英語版）、アメリカ合衆国の実業家、政治家、元上院議員（* 1935年）[183]
- 12月27日 - 井上善雄、日本の弁護士（* 1946年）[184]
- 12月27日 - 須田泰成、日本のコメディ作家、放送作家、モンティ・パイソン研究家（* 1968年）[185]
- 12月27日 - イ・ソンギュン、大韓民国の俳優（* 1975年）[186]
- 12月28日 - フランシス・ドーモン（英語版）、フランスの作曲家（* 1926年）[187]
- 12月28日 - 大下勝正、日本の政治家、元東京都町田市長（* 1927年）[188]
- 12月28日 - フランク・カデラベック（英語版）、アメリカ合衆国のトランペット奏者（* 1929年）[189]
- 12月28日 - ペル・ミュールベリ（英語版）、スウェーデンの俳優（* 1933年）[190]
- 12月28日 - 横山欣司、日本のアナウンサー（* 1935年）[191]
- 12月28日 - 下田智久、日本の厚生労働技官、医師、特定保健用食品公正取引協議会会長（* 1944年）[192]
- 12月28日 - 平山哲雄、日本の実業家、元・電波新聞社社長（* 1946年?）[193]
- 12月28日 - トミー・タルトン（英語版）、アメリカ合衆国のギタリスト（* 1949年）[194]
- 12月28日 - フランソワ・ブラッシ（英語版）、フランスの元プロサッカー選手、元同国代表（* 1951年）[195]
- 12月28日 - ヴィジャヤカーント、インドの俳優、政治家（* 1952年）[196]
- 12月28日 - フアン・カルロス・プリード、ベネズエラの元プロ野球選手【ミネソタ・ツインズ、オリックス・ブルーウェーブなどに所属】（* 1971年）[197]
- 12月29日 - マイケル・ハーディ・ボーイズ、ニュージーランドの法律家、弁護士、政治家、元高等裁判所判事、元総督、元枢密顧問（* 1931年）[198]
- 12月29日 - ヘルマン・バウマン、ドイツのホルン演奏者（* 1934年）[199]
- 12月29日 - レス・マッキャン、アメリカ合衆国のジャズ・ピアニスト、歌手（* 1935年）[200]
- 12月29日 - 坂田利夫、日本のお笑いタレント（* 1941年）[201]
- 12月29日 - キラー・カーン、日本の元大相撲力士【春日野部屋】、元プロレスラー【日本プロレス、新日本プロレス、WWF、ジャパンプロレス所属】、実業家（* 1947年）[202]
- 12月29日 - ジル・ド・フェラン、フランス出身のブラジルの元レーシングドライバー（* 1967年）[203]
- 12月29日 - 滝元吏紗、日本のファッションモデル、女優（* 1988年）[204]
- 12月30日 - ルボシュ・コホーテク、チェコの天文学者（* 1935年）[205]
- 12月30日 - ジョン・ピルガー、オーストラリアのジャーナリスト、ドキュメンタリー映画制作者（* 1939年）[206]
- 12月30日 - 七三太朗、日本の漫画原作者（* 1944年）[207]
- 12月30日 - トム・ウィルキンソン、イギリスの俳優（* 1948年）[208]
- 12月30日 - 八代亜紀、日本の演歌歌手、女優、タレント（* 1950年）[209]
- 12月30日 - 檜山哲彦、日本のドイツ文学者、俳人、東京藝術大学名誉教授（* 1952年）[210]
- 12月30日（遺体発見日） - シンディ・モーガン、アメリカ合衆国の女優（* 1954年）[211]
- 12月30日 - 加藤剛志、日本の実業家、サンテック社長（* 1955年）[212]
- 12月30日 - 岩瀧智、日本のアニメーター（* 1963年）[213]
- 12月30日（訃報発表日） - みく、日本のアイドル、『ナナイロ☆ドロップス』メンバー（* 2010年）[214]
- 12月31日 - シェッキー・グリーン（英語版）、アメリカ合衆国のコメディアン（* 1926年）[215]
- 12月31日 - 岩波洋造、日本の植物学者、横浜市立大学名誉教授（* 1926年）[216]
- 12月31日 - 滝沢敬夫、日本の医学者、東京女子医科大学元副学長・名誉教授（* 1926年?）[217]
- 12月31日 - 藤田耕三、日本の法律家、元広島高等裁判所長官（* 1932年）[218]
- 12月31日 - アナ・オフェリア・ムルギア（英語版）、メキシコの女優（* 1933年）[219]
- 12月31日 - 小川恵、日本のエッセイスト（* 1933年）[220]
- 12月31日 - 中村メイコ、日本の女優、歌手、タレント（* 1934年）[221]
- 12月31日 - エディー・バーニース・ジョンソン（英語版）、アメリカ合衆国の政治家、元看護師、元下院議員（* 1935年）[222]
- 12月31日 - 国場幸治、日本の実業家、元国場組社長（* 1936年）[223]
- 12月31日 - ケール・ヤーボロー（英語版）、アメリカ合衆国のレーシングドライバー（* 1939年）[224]
- 12月31日 - 李載禄、大韓民国の宗教家、万民中央教会堂会長（* 1943年）[225]
- 12月31日 - ベンジャミン・キプラガト（英語版）、ケニア出身のウガンダの陸上競技選手（* 1989年）[226]
- 12月31日 - メリッサ・ホスキンス（英語版）、オーストラリアのサイクリスト（* 1991年）[227]

## 没日不明
- 12月中 - 三遊亭圓太 - 日本の落語家【落語芸術協会所属】（* 1932年）[228]
- 12月末 - 唯我、日本の配信者（* 1977年）[229]